# القوات المسلحة الأردنية
القوات المسلحة الأردنية ويُشار إليها أيضا باسم «الجيش العربي» هي القوات النظامية المسلحة التابعة للمملكة الأردنية الهاشمية. تتكون من القوات البرية الملكية الأردنية والقوة البحرية الملكية الأردنية وسلاح الجو الملكي الأردني. تتبع القوات المسلحة الأردنية للملك مباشرة بصفته القائد الأعلى للقوات المسلحة وذلك بحسب نصّ المادة 32 من الدستور الذي بيده أيضًا إعلان الحرب وعقد الصلح مع أي دولة، وهو الذي يأمر باستخدام القوة المسلحة ويعلن الحرب ويقرر بدأها أو إنهائها.
يعود تاريخ تأسيس القوات المسلحة الأردنية إلى عام 1920 عندما شكل مجموعة من الضباط العرب بقيادة الأمير عبدالله بن الحسين النواة الأولى للجيش الذي عُرف آنذاك باسم الجيش العربي . يمتلك الجيش الأردني تاريخا طويلًا وسجلًا مشرفًا في الحروب والصراعات العربية - الإسرائيلية، وشارك في العديد من المعارك على أرض فلسطين، وكان له دور بارز في الحفاظ على وحدة الأمة العربية والدفاع عنها .
خاض الجيش الأردني عدة حروب ومعارك معظمها ضد إسرائيل. وكان الجيش الأردني هو الأكثر فاعلية خلال الحرب العربية الإسرائيلية عام 1948. أعقب ذلك عدة مواجهات مع إسرائيل وشملت العمليات الإنتقامية وحرب الأيام الستة وحرب الاستنزاف . كما كان للجيش الأردني دور بارز في خلال أحداث أيلول الأسود ضد منظمة التحرير الفلسطينية. أنهى توقيع معاهدة السلام بين إسرائيل والأردن عام 1994 حالة الحرب بين البلدين.
أعاد الأردن تنظيم قواته المسلحة من أجل التعامل بشكل أفضل مع مجموعة من التهديدات المحتملة. كان التركيز أكثر على الرد السريع والقوات الخاصة، وركزت قيادة العمليات الخاصة (SOCOM)، التي تأسست في منتصف التسعينات على الأمن الداخلي، والأمن على الحدود لدعم عملية السلام في الشرق الأوسط. تولي قيادة العمليات الخاصة اهتماما خاصا بعمليات التهريب على الحدود العراقية، وعمليات التسلل من جهة الحدود السورية. وكذلك تركز بشكل خاص على المناطق الحساسة مع الضفة الغربية. كان الأردن مؤيدا قويا لبعثات حفظ السلام التابعة للأمم المتحدة، وله قوات مشاركة في هذه البعثات في مناطق عدة حول العالم.
كما يقوم الجيش الأردني وبشكل متكرر باحباط العديد من محاولات تهريب المخدرات والتسلل عبر الحدود خصوصا عبر الحدود الشمالية، وقد أعلن في أكثر من مناسبة عن القاء القبض على العديد من الإرهابيين ومهربي المخدرات وتحويلهم إلى الجهات المختصة.
يعتبر الجيش الأردني واحدًا من أفضل الجيوش في المنطقة، ويُنظر إليه على أنه جيد التدريب والتنظيم والتجهيز. يحتل الجيش الأردني الترتيب 72 من أصل 138 على قائمة أقوى الجيوش في العالم لعام 2020  والثالث عشر على مستوى الجيوش العربية. كما جاء الأردن في المرتبة الخامسة على مستوى الشرق الأوسط بعد كل من السعودية وعمان والكويت ولبنان من حيث الإنفاق العسكري بالنسبة للناتج المحلي الإجمالي الذي بلغ في عام 2018 ما يقارب من 1,86 مليار دولار أمريكي.

## التاريخ

### المرحلة الأولى (1920-1946)
تأسيس الجيش العربي
تعود نشأة الجيش العربي إلى نخبة من رجال الثورة العربية الكبرى الأردنيين الذين قدموا مع الأمير عبد الله بن الحسين إلى معان والتحقوا به في الحجاز لاستقلال الأردن وبلاد الشام عن الدولة العثمانية .
فعندما وصل الأمير المؤسس عبدالله الأول بن الحسين إلى مدينة معان بتاريخ 21 أوكتوبر 1920م كان من بين مستقبليه عدد من الضباط العرب الذين تخرَّجوا من الكلية الحربية في إسطنبول، فأراد الأمير الإستفادة من خبراتهم التي اكتسبوها أثناء خدمتهم في الجيش العثماني، فعهد إليهم بإعادة تدريب وتنظيم المتطوعين المسلحين الذين قدموا معه إلى معان، وقد ذكر الأمير عبدالله الأول بن الحسين في مذكراته أسماء بعضا من هؤلاء الضباط وهم :غالب الشعلان وعبد القادر الجندي ومحمد علي العجلوني وخلف التل.
شكل رجال الثورة العربية الكبرى النواة الأولى للقوات المسلحة الأردنية وكان اسمها في ذلك الوقت (القوة السيارة) و بلغ قوامها 750 رجلاً من الدرك والمشاة النظامية والهجانة . تولى قيادتها الضابط الإنجليزي فريدريك بيك لمدة 16 عاما ( من 14 يناير 1923 - 3 مايو 1939) بحكم أن منطقة شرق الأردن كانت آنذاك تحت سلطة الإنتداب البريطاني حسب قرار عصبة الأمم. بينما تولى الأمير عبد الله منصب القائد العام للجيش وعمل على تنمية القوة وتزويدها بالأسلحة .
في عام 1923 أطلق الأمير المؤسِّـس على القوة اسم (الجيش العربي) وهو نفس الاسم الذي أطلقه الشريف الحسين بن علي على جيش الثورة العربية الكبرى عام 1917 . وتطور هذا الجيش وزاد عدد أفراده وأصبح يتكون من القوة العربية وهي القوة التي جاءت مع الأمير عبد الله من الحجاز إلى معان وكانت مكونة من 25 ضابطا و 250 جنديا وقوة الدرك التي مهمتها حفظ الأمن وبالإضافة إلى القوة السَّيارة التي تشكلت سابقا والمكونة من الفرسان والمشاة والمدفعية ومهمتها دفاعية.
وقبل فترة بسيطة من استقالتها أصدرت حكومة علي رضا الركابي في عام 1926 قرارا بتشكيل قوة حدود شرقي الأردن وكُلفت بمهمة حراسة الحدود فيما اقتصر دور الجيش العربي على الأمن الداخلي. وفي عام 1927 م انتقلت قيادة ومعسكر قوة حدود شرقي الأردن إلى إلى مدينة الزرقاء والتي أحتضنت أول معسكر للجيش وصدر في نفس العام قانون للجيش أطلق عليه قانون الجيش العربي لعام 1927.
في عام 1930 وهو العام الذي عين فيه جون غلوب مساعداً لقائد الجيش العربي، تشكلت قوة عسكرية صغيرة تحت اسم قوة البادية وتسلم قيادتها جون غلوب، وكانت مهمتها المحافظة على الأمن والاستقرار، واتخذت من القلاع مراكز لها . وفي ربيع عام 1939 اندلعت الحرب العالمية الثانية، كان جون غلوب يتولى قيادة الجيش العربي، حيث وصل عدد أفراد الجيش إلى 1600 رجل، وأخذ الأمير عبد الله يعزز تنظيم الجيش العربي وبدأ التوسع فيه، حيث بدأت قوة البادية بكتيبة ثم أصبحت ثلاث كتائب.
وفي عام 1940 كان الضباط في الجيش كلهم عرباً باستثناء جون غلوب وتم تشكيل كتائب المشاة الأولى والثانية والثالثة، وفي عام 1943 وصل تعداد الجيش إلى حوالي 6000 رجل شاركوا في الحرب العالمية الثانية في العراق وسوريا، وأعيد تنظيم الجيش وقسمت قواته تحت ثلاثة ألوية بالإضافة إلى الكتيبة الرابعة وحاميتين، واستمر الجيش بالتطور إلى أن وصل تعداده عام 1945 نحو 8000 جندي وضابط وكان منظماً في ست عشرة سرية مستقلة وقوة شرطة مؤلفة من ألفي رجل.

### المرحلة الثانية (1946-1956)
ما بعد الاستقلال
في الخامس والعشرين من أيار 1946 بويع الأمير عبد الله بن الحسين ملكا دستوريا على البلاد وظل يواصل مساعيه في تنمية الجيش وتعزيز الروح العسكرية فيه رغم الصعوبات التي كانت تواجهه آنذاك.
ظل الملك المؤسس يرعى الجيش العربي ويعمل على تنميته وتطويره حتى أصبحت قوة الجيش العربي في أيار عام 1948 تتألف من أربع كتائب آلية، وبطاريتي مدفعية وسبع سرايا مشاة، وكان للجيش العربي مشاركته في حرب فلسطين عام 1948 في بوابات القدس واللطرون، وباب الواد وجنين وغيرها وسقط منه العديد من الشهداء، وعندما وجد الملك عبد الله بن الحسين أن جبهة المواجهة مع إسرائيل أخذت تزداد، وأصبحت أكثر اتساعاً، دفعه ذلك إلى إعادة تنظيم سرايا المشاة وتشكلت الكتيبتان الخامسة والسادسة وتواصلت عملية النمو والتوسع في الجيش العربي.
وفي عام 1951 ضم فرقة تتألف من ثلاثة ألوية، وأنشئت قبل ذلك بعام مدرسة للمرشحين لتخريج الضباط بما يتلاءم وحاجة الجيش المتزايدة، إضافة إلى عدد من المدارس الفنية ومدارس الأسلحة لتدريب الضباط، كما بدأت في تلك الفترة نواة تأسيس سلاح الدروع والمدفعية والهندسة، وبلغ تعداد الجيش عام 1951 ما يقارب 12 ألف رجل.

في تموز من عام 1951 استشهد الملك المؤسس على بوابة المسجد الأقصى بعد إطلاق الرصاص عليه حيث أعتاد على أداء الصلاة هناك، وتولى الحكم من بعده ابنه الملك طلال بن عبدالله، حيث تم في عهده تشكيل قوات الحرس الوطني، وهي قوة احتياطية مهمة تقوم بمساندة الجيش العربي في الدفاع عن فلسطين، ولكن الملك طلال لم يستمر في الحكم طويلا، فقد توفي بعد صراع مع المرض وخلفه ابنه الحسين بن طلال في الحكم.
تعريب قيادة الجيش العربي

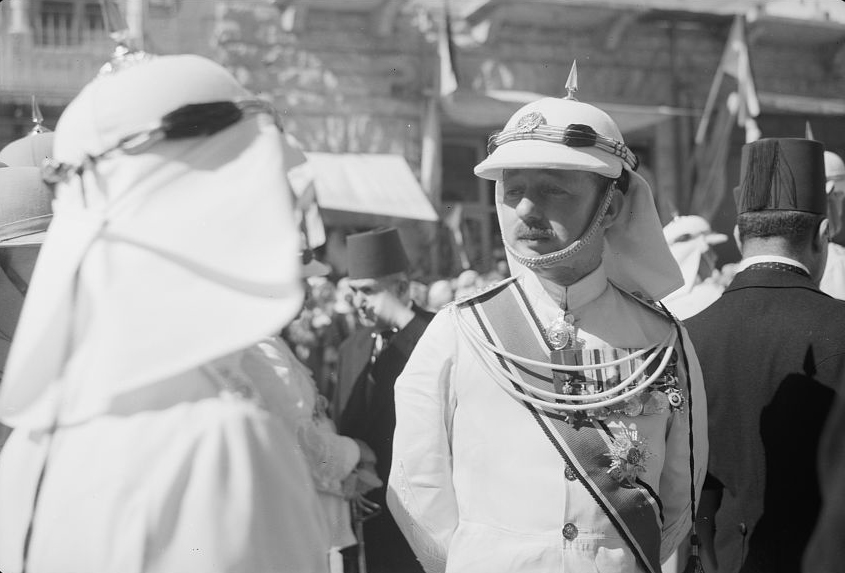
جون غلوب في عمان سنة 1940

تولى الملك الحسين بن طلال سلطاته الدستورية في الحادي عشر من آب عام 1952، وسار على نهج أبيه وجده الملك المؤسس في تحديث الجيش العربي ورفده بمختلف صنوف الأسلحة والمعدات الحديثة وزيادة عدد أفراده ووحداته . في الأول من آذار 1956م اتخد الملك الراحل الحسين بن طلال قرارا تاريخيا بتعريب قيادة الجيش الأردني لتكون القيادة عربية أردنية. أدرك الحسين بن طلال بحسه الوطني والقومي أنه يستحيل على الجيش العربي أن يتطور أو يتقدم ما دامت قيادته من غير أبنائه المخلصين، وأنه لا يمكن أن يحتل مكانةً مرموقةً عربياً ودولياً، إلا إذا تخلّص من قيادته الأجنبية. وقد عمل منذ الساعات الأولى لاعتلائه العرش على التفكير في استبدال القيادة الأجنبية بأخرى عربية تعمل على تطويره وتحديثه وتدريبه وفق أفضل المعايير الدولية للجيوش المتقدمة. يقول الملك الحسين في هذا الصدد:
«إن الرأي العام كان يجهل أن قضية عزل كلوب من منصبه كانت قضية أردنية تماماً لأن كلوب كان قائداً عاماً للجيش العربي الأردني، وكان يعمل لحساب حكومتي».

ويذكر التاريخ أنه في صباح 29 شباط 1956 وصل الملك الحسين إلى الديوان الملكي في ساعة مبكرة مرتدياً بزته العسكرية ليلتقي يومها رئيس الأركان جون غلوب، وبدأ الملك الحسين بحديثه مستوضحاً منه عن رأيه في تعريب قيادة الجيش العربي الأردني، فكان رد غلوب أن هذه المسألة ليست بالسهولة. ويقول الملك الحسين في كتابه (مهنتي كملك):
«ولما كنت خادماً للشعب فقد كان علي أن أعطي الأردنيين مزيداً من المسؤوليات، وكان واجبي أيضاً أن أقوي ثقتهم بأنفسهم وأن أرسخ في أذهانهم روح الكرامة والكبرياء القومي لتعزز قناعتهم بمستقبل الأردن وبدوره إزاء الوطن العربي الكبير، فالظروف والشروط كانت ملائمة لإعطائهم مكاناً أكثر أهمية في تدبير وإدارة شؤون بلادهم لا سيما الجيش، ولكن على الرغم من أن كلوب كان قائداً عاماً للجيش فلم يكن بمقدوره أن ينسى إخلاصه وولاءه لانجلترا وهذا يفسر سيطرة لندن فيما يختص بشؤوننا العسكرية، وقد طلبت مراراً من الانجليز أن يدربوا مزيداً من الضباط الأردنيين القادرين على الارتقاء إلى الرتب العليا وكان البريطانيون يتجاهلون مطالبي»

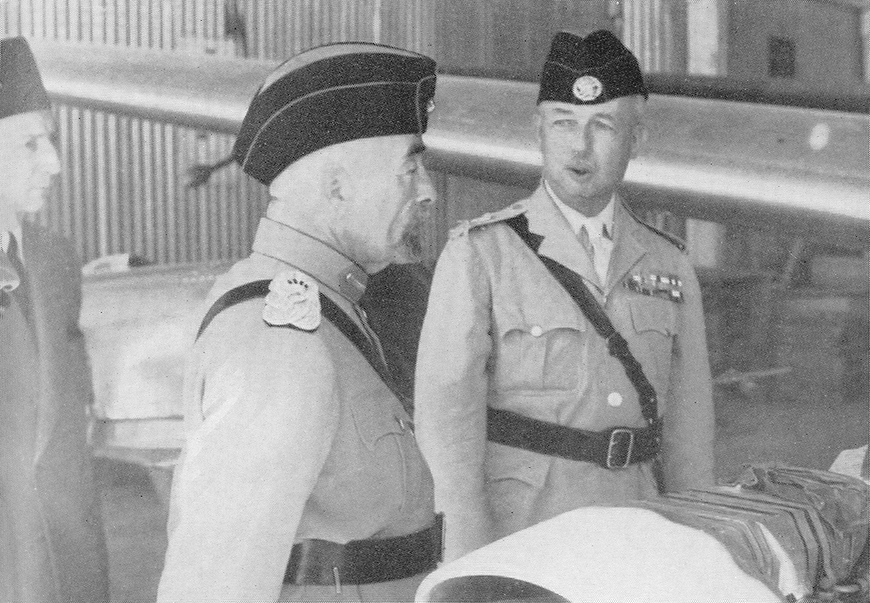
جون غلوب (يمين) مع الملك عبد الله بن حسين (يسار) في عام 1951

وجاء رد الإنجليز بأن سلاح الهندسة الملكي في الجيش العربي لن يستطيع أن يتولى قيادته ضباط عرب حتى عام 1985، وهذا هو ما كان يقصده جون غلوب عندما قال بأن المسألة ليست بالسهولة عندها ابتسم الملك الحسين وسأل عن احتياطي الذخائر لدى الجيش ومدى كفايته إذا ما نشبت الحرب بين الأردن وإسرائيل، فجاءت إجابات غلوب غير واضحة وأن الاحتياطي قليل ومدة الاعتماد عليه ضعيفة، وبقي السؤال يدور في خلد الملك وتتراكم فوقه أسئلة كثيرة وكلها تقود إلى وضوح الخطوة التي يجب الإقدام عليها.
وفي ذلك يقول الملك الحسين :
«كنت أرى أن علينا في حال نشوب حرب أن نؤمن دفاعنا عن طول الحدود الإسرائيلية الأردنية وأن نصمد مهما كلف الأمر حتى الموت، لقد كنت من أنصار الرد الفوري، وعبثاً أبنت وشرحت كل ذلك لكلوب، فقد كان الجنرال كلوب يواصل النصح بمراعاة جانب الحكمة والحذر، وكان يحبذ تراجع قواتنا إلى الضفة الشرقية في حالة قيام هجوم إسرائيلي، وهذا يعني احتلالاً إسرائيلياً، كان ذلك غير معقول، لقد ناقشنا أنا وكلوب هذه النظريات الدفاعية خاصة وأننا علمنا بأن الذخائر كانت تنقصنا وقلت عندئذ لكلوب لماذا لا نستطيع أن نحصل على المزيد من كميات السلاح؟»

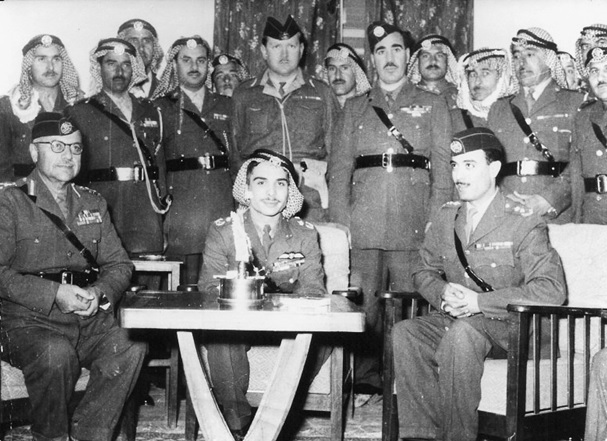
الجالسون من اليسار إلى اليمين: رئيس الأركان راضي عناب والملك حسين ومساعده علي أبو نوار. وخلفهم ضباط أردنيون من الفيلق العربي أواخر عام 1956.

في الساعة السادسة من مساء ذلك اليوم، اتصل الملك الحسين برئيس الديوان الملكي وأمره أن يذهب لمقابلة رئيس الوزراء وينقل إليه رغبة الملك في فصل الشرطة والدرك عن الجيش واتخاذ الإجراءات اللازمة لتحقيق ذلك. ومع صباح يوم الخميس الأول من آذار عام 1956 أصدر الملك الحسين أوامره لرئيس الديوان الملكي لترتيب جلسة لمجلس الوزراء يرأسها الملك نفسه، ونفذ الأمر الملكي في الحال لتنتهي جلسة مجلس الوزراء الملكية بإصدار القرار رقم (198) الذي تقرر فيه إنهاء خدمة الفريق غلوب وإعفاءه من منصب كرئيس أركان حرب الجيش العربي الأردني وهو المنصب الذي شغله لمدة 17 عاما ( من 25 يونيو 1939 - 1 مارس 1956) بالإضافة إلى أعفاء مجموعة من الضباط الإنجليز من مناصبهم والبالغ عددهم 64 ضابطا كانوا يتولون مناصب قيادية وحساسة في الجيش الأردني كما تضمن القرار ترفيع راضي حسن عناب من أبناء الجيش العربي الأردني لرتبة أمير لواء وتعيينه في منصب رئاسة أركان حرب الجيش العربي الأردني ليكون بذلك أول قائد عسكري أردني يتسلم قيادة أركان الجيش العربي الأردني بعد عزل الجنرال الإنجليزي غلوب.
وفي تمام الساعة السابعة والنصف من صباح يوم الجمعة الموافق 2 آذار 1956 نقلت الإذاعة الأردنية أنباء الخطوة الجريئة التي قام بها الملك الحسين، وحمل أثير الإذاعة صوت الملك الحسين وهو يقول :
«أيها الضباط والجنود البواسل أحييكم أينما كنتم وحيثما وجدتم ضباطاً وحرساً وجنوداً وبعد، فقد رأينا نفعاً لجيشنا وخدمة لبلدنا ووطننا أن نجري بعض الإجراءات الضرورية في مناصب الجيش، اتخذناها متكلين على الله العلي القدير ومتوخين مصلحة أمتنا وإعلاء كلمتنا، وإنني آمل فيكم كما هو عهدي بكم النظام والطاعة، وأنت أيها الشعب الوفي، هنيئا لك جيشك المظفر الذي وهب نفسه في سبيل الوطن ونذر روحه لدفع العاديات عنك مستمداً من تاريخنا روح التضحية والفداء ومترسماً نهج الألى في جعل كلمة الله هي العليا، إن ينصركم الله فلا غالب لكم، والسلام عليكم»

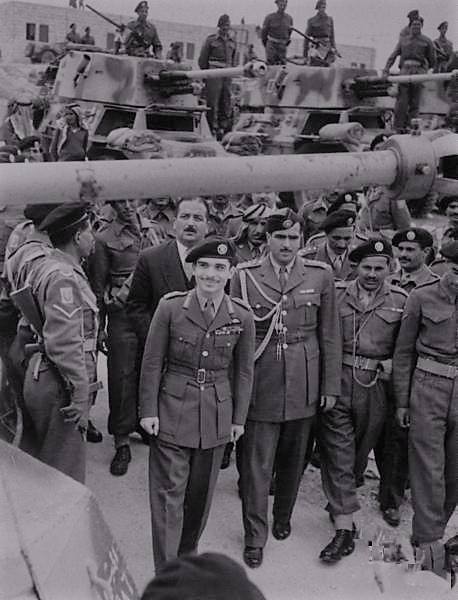
الملك الحسين، مع سلاح الدروع الملكي الأردني قديما- القوات البرية الملكية الأردنية

وقد وصفت الصحف الأردنية الصادرة  في اذار 1956 قرار تعريب قيادة الجيش بأنه «اشراقة ساطعة من التحرر القومي اطلت على الأردن وغمرت الشعب بموجة عارمة من الفرح والنشوة» أرسل برلمان سوريا رسائل تحية وشكر إلى الأردن وانطلقت مظاهرات تأييد صاخبة في شوارع دمشق. وفي الأردن قام الآلاف من المواطنين بالتوافد إلى الديوان الملكي من جميع المحافظات في كتل شعبية عارمة تهتف «الوطن لنا ...الجيش لنا» وعمت الفرحة في كل بيت في الأردن وأقيمت المهرجانات والإحتفالات في جميع انحاء البلاد. أما في فلسطين فقد خرج ما يقارب 100 الف من سكان المدينة والمناطق المحيطة لاستقبال الملك الحسين وتهنئته أثناء زيارته إلى نابلس بعد قرار التعريب وامتلأت المدينة بالحشود العارمة لاستقبال الملك والهتاف له.

### المرحلة الثالثة (1956-حتى اليوم)
مابعد تعريب الجيش
استمر الاهتمام بالجيش على يد الملك الحسين بإعادة بناء الجيش حيث أصدر عام 1956 أوامره بفصل الدرك عن الجيش وإلحاقه بوزارة الداخلية. وفي عام 1957 أُلغيت المعاهدة الأردنية البريطانية للتخلص من بقايا النفوذ والسيطرة الاستعمارية والتدخل في الشؤون الداخلية للأردن.
في 7 فبراير 1999 توفي الملك الحسين بن طلال بعد صراع مع المرض وتولى ابنه الملك عبد الله الثاني بن الحسين مقاليد الحكم ، ومنذ السنة الأولى لتوليه عرش المملكة سار الملك عبد الله على نهج والده في بناء جيش قوي واتباع سياسة تفضيل «النوعية على الكمية». أُنشأ مركز الملك عبد الله للتصميم والتطوير (KADDB)، الذي يهدف إلى توفير الأسلحة بتصنيع محلي والخدمات العلمية والفنية للقوات المسلحة الأردنية. تقوم الشركة بتصنيع مجموعة واسعة من المنتجات العسكرية، التي تُعرض في معرض قوات العمليات الخاصة الدولي (SOFEX) الذي يقام كل عامين ويُعدُّ الملك عبد الله هو الراعي الرسمي له. عمل الملك أيضا على تحديث الجيش، وحصل الأردن في عهده على أسلحة متطورة وقام بزيادة وتعزيز أسطول الطائرات المقاتلة من طراز إف-16. يُذكر أن الملك يتدرب أحياناً مع الجيش الأردني في تدريبات عسكرية بالذخيرة الحية.

#### القوات البرية
منذ بداية حكمه عمل كذلك على هيكلة الجيش ضمن المناطق العسكرية بعدما كان الجيش يعتمد نظام الفرق؛ وذلك تبعًا للحاجات والمتغيرات في الإقليم. أصبحت القوات البرية الملكية الأردنية تضم أربع مناطق هي:
- المنطقة الشرقية
- المنطقة الشمالية
- المنطقة الوسطى
- المنطقة الجنوبية

إضافةً لفرقة الملك عبدالله الثاني المدرعة الثالثة التي كانت تتبع القيادة العامة للجيش وليست ضمن أية منطقة؛ وقد دُمجت عام 2018 م بالمنطقة العسكرية الوسطى. إضافة لذلك فقد أمر الملك بهيكلة القوات الخاصة لتصبح القوات الخاصة والرد السريع عام 2017 م.

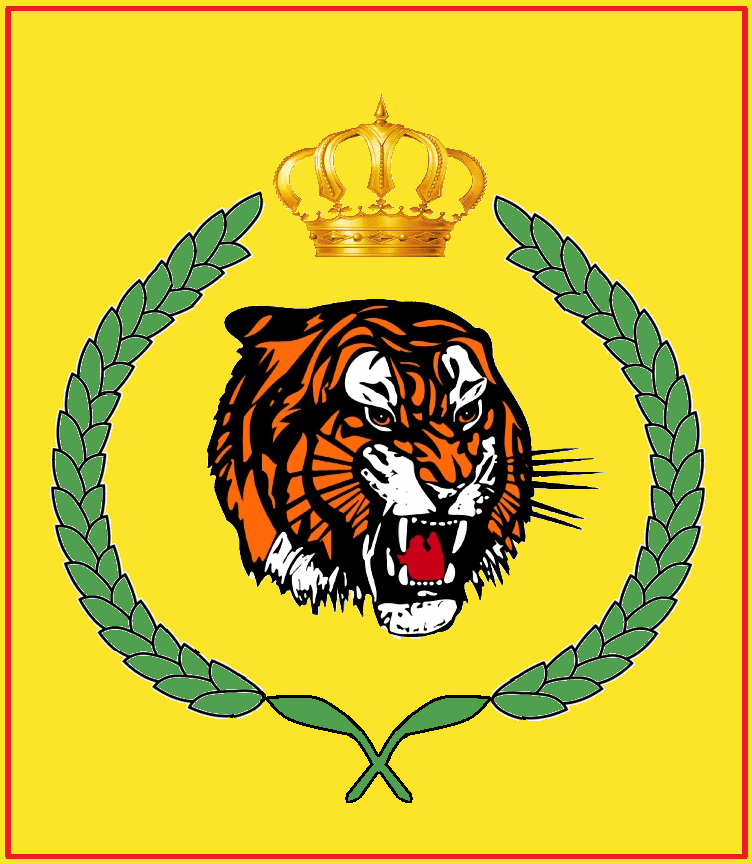
شعار المنطقة العسكرية الشرقية الأردنية
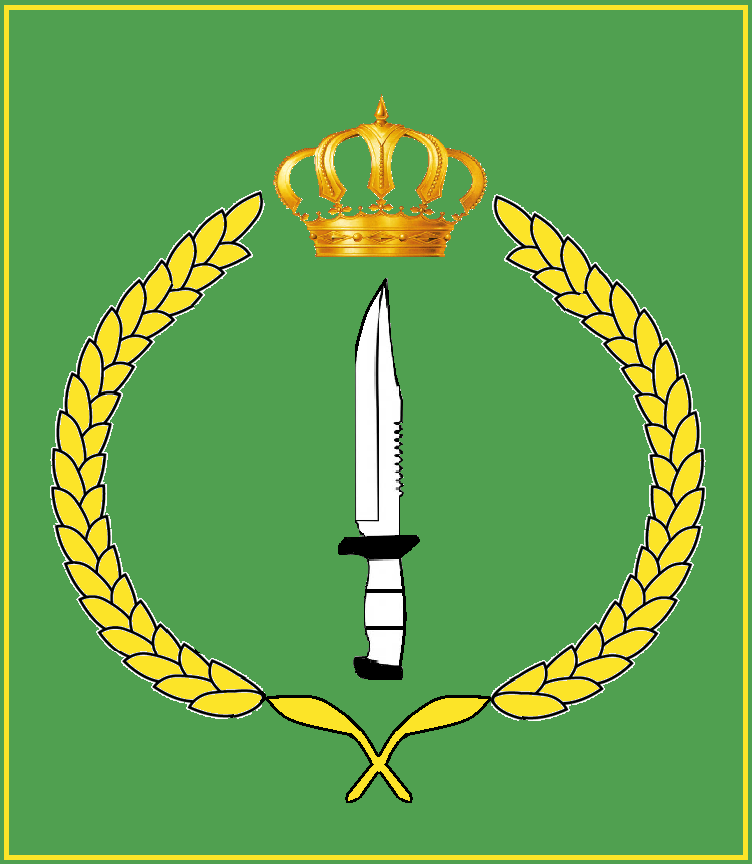
شعار المنطقة العسكرية الشمالية الأردنية
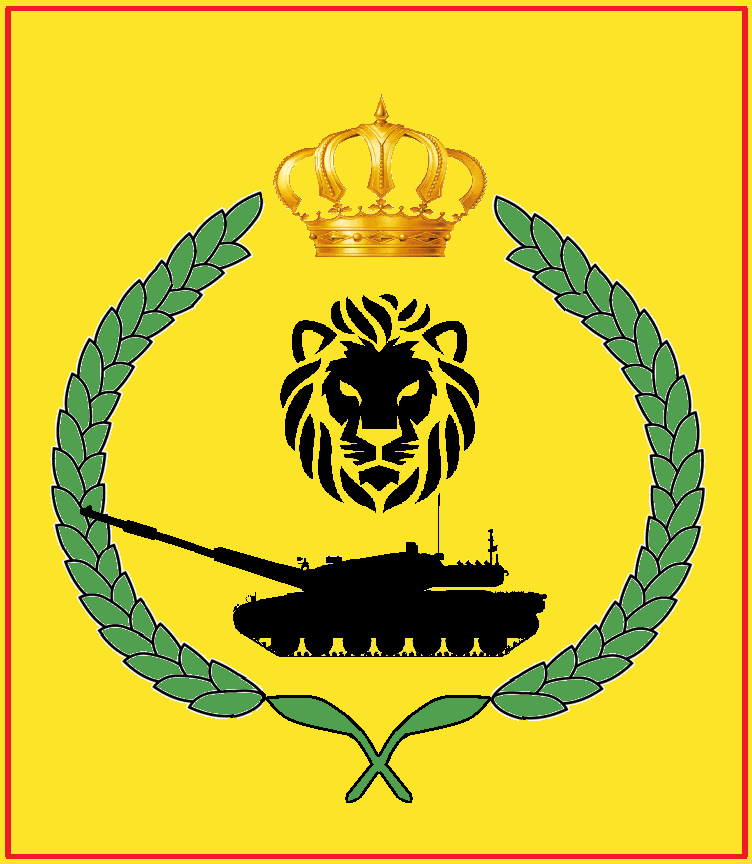
شعار المنطقة العسكرية الوسطى الأردنية
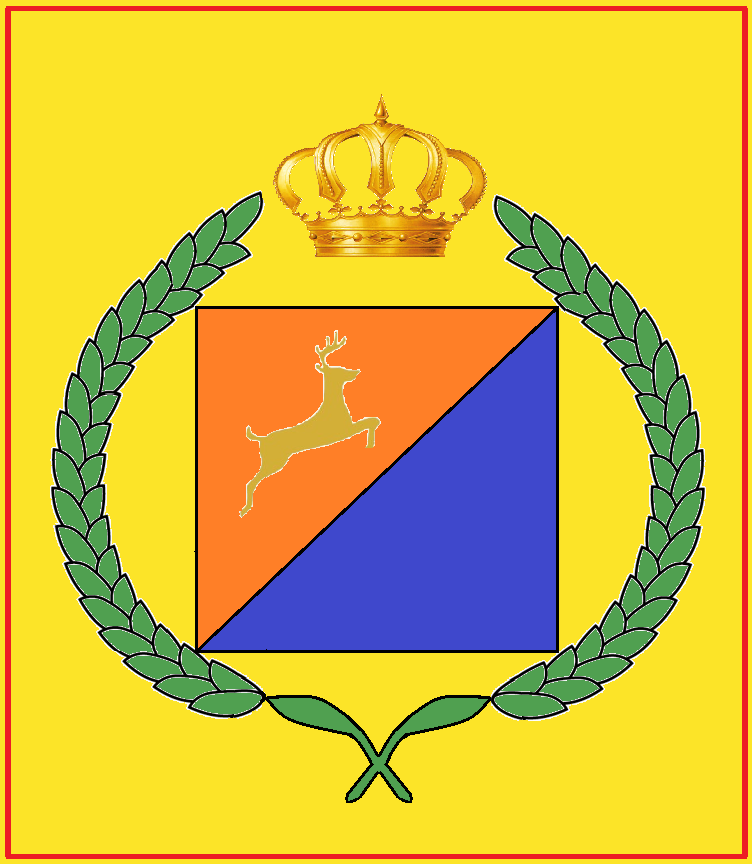
شعار المنطقة العسكرية الجنوبية الأردنية

#### القوات البحرية
في عام 2006 م، انتهى بناء القاعدة البحرية الجديدة التابعة للقوة البحرية والزوارق الملكية والتي سميت باسم الأمير هاشم بن عبد الله الثاني، كذلك فقد شُكِّلت كلٌّ من كتيبة مشاة البحرية 77 وسرية الاتصالات البحرية 5. إضافة لذلك، تأسست كلية سلاح الجو الجامعية التابعة لسلاح الجو الملكي الأردني. يُذكر أن عدداً من المدارس والمراكز التدريبية تأسست في عهد الملك عبد الله الثاني؛ مثل مركز الملك عبد الله الثاني لتدريب العمليات الخاصة ومركز الملك عبد الله الثاني لتدريب القناصين.

## المعارك والحروب

### الحرب العالمية الثانية

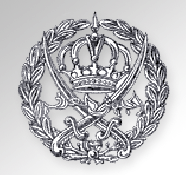
شعار الجيش الأردني - الجيش العربي

عندما نشبت الحرب العالمية الثانية في 1 ايار عام 1939 وقفت إمارة شرق الأردن إلى جانب بريطانيا، ووضع الأمير عبدالله الأول بن الحسين جيشه تحت تصرف الحكومة البريطانية وأعلن وقوفه إلى جانب الحلفاء. تمكنت ألمانيا من اجتياح الدنمارك والنرويج وبلجيكا واحتلت فرنسا، مما جعل القوات المسلحة البريطانية وحلفائها في الشرق الأوسط في خطر.
زار وزير الخارجية البريطاني انتوني ايدن يرافقه الجنرال ويفل قائد القوات البريطانية في الشرق الأو سط عمان في شباط 1941 ، و شاهدا مجموعة من قوة البادية الأردنية ،وأعجبا بتنظيمها وتقرر مضاعفة هذه القوة لتصبح لواء مدرعاً وتزويدها بالأسلحة والمعدات ، وأطلق عليها اسم لواء الصحراء المصفح المحمول. في نهاية عام 1940 طلب المندوب البريطاني هارولد مكمايل من الأمير عبدالله بن الحسين أن يضع تحت تصرفه مائتي جندي أردني لحراسة الأبنية والمنشآت العسكرية البريطانية في فلسطين ، وحراسة مطار عاقر جنوب مدينة اللد ، استجاب الأمير عبد الله بإرسال القوة المطلوبة وبقيت حتى نهاية الحرب. وبعد ازدياد الوضع توتراً على الحدود الأردنية السورية ، وشروع البريطانيين في الإعداد للعمليات الحربية المقبلة بُنيت التحصينات الدفاعية في شمال الأردن وغوره الشمالي.

### القتال في العراق (إنهاء تمرد رشيد عالي الكيلاني)
في 2 أبريل 1941 قام رشيد عالي الكيلاني بانقلاب عسكري على النظام الملكي في العراق وحاصر قاعدة الحبانية الجوية . وفي 10 أيار 1941م تدخل الجيش العربي الأردني في العراق للتصدي لإنقلاب رشيد عالي الكيلاني ولحماية العرش الهاشمي في العراق. وفي 11 أيار 1941م سيطر الجيش الأردني على مدينة الرطبة وتمكن في 29 أيار 1941م من القضاء على الثورة وأمن الحراسة لسكة حديد الموصل - بغداد. وفي 4 حزيران 1941م عاد الجيش العربي الأردني إلى عمّان واستقبله الأمير عبدالله بن الحسين ومنح الضباط والجنود وسام النهضة عالي الشأن من الدرجة الثانية.

### القتال في سوريا (محاربة قوات حكومة فيشي الفرنسية)
بعد الاستسلام الفرنسي في حزيران عام 1940 أصبحت سوريا ولبنان خاضعتين لحكومة فيشي الفرنسية. حيث سمحت هذه الحكومة الموالية للإلمان باستخدام القواعد الفرنسية الموجودة في سوريا مما شكل تهديدا للقوات البريطانية في منطقة الشرق الأوسط. تحركت القوات البريطانية ترافقها قوات البادية الأردنية في 21 حزيران 1941 فاستولت قوات الجيش العربي في 26 حزيران 1941 على مدينة تدمر ومخفر السبع بيار الفرنسي وفي 27 حزيران 1941 دخلت الجيش العربي قرية السخنة والقامشلي ودير الزور وهُزمت القوات الفرنسية. في 30 حزيران 1941 أرسل الجنرال البريطاني الجنرال ويلسون الذي أدهشته معنويات الجيش العربي برقية إلى الأمير عبد الله مهنأ بالنصر الذي حققته قوات البادية.

### معارك القدس عام 1948

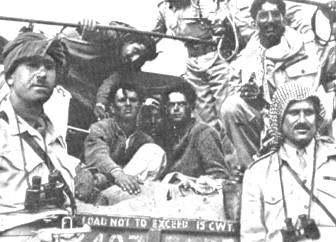
جنود من الجيش العربي الأردني مع اسرى إسرائيليين عام 1948

من ناحية تاريخيّة موثقة، كان الأردن رغم أنه أقل الجيوش العربية عددا وعدة صاحب الانتصارات الوحيدة في حرب 1948، وقد استطاع الجيش العربي الأردني أن يحقق انتصارات ميدانيّة مهمّة واستثنائيّة. وكانت ثمرة البطولات العسكريّة الأردنيّة أن تم تحرير القدس والحفاظ عليها وطرد اليهود منها وإفشال المخططات الإسرائيليّة، آنذاك، في احتلال الضفة الغربيّة، التي خاض فيها الجيش العربي الأردني معارك ضارية، ومستميتة في الحفاظ عليها. وقد حددت مهام الجيش الأردني بالزحف نحو القدس ورام الله فقط فحررهما إلا أن تخلف القوات العربية الأخرى أدى إلى إتساع جبهة القتال الأردنية.
وقد صرح بن غوريون - الزعيم الصهيوني ورئيس وزراء إسرائيل: «- إن مصير الحرب، يتوقف على القتال بين الجيش الإسرائيلي، والجيش الأردني، فإمّا أنْ يخترق الجيشُ العربي الأردني مثلثنا، أو أن نقوم نحن، باختراق مواقعه، فإذا نجحنا، نكون قد أوشكنا أن نكسب الحرب، فالجبهة الرئيسية التي تواجهنا ،هي التي يتمركز بها الجيش الأردني، في منطقة القدس وجبالها (منطقة وسط فلسطين)،وليس تلك التي يتمركز بها الجيش المصري في النقب، أو الجيش السّوري في الجليل. إنني أحترم قدرة الجيش العربي الأردني، وشجاعة جنوده».
خاض الجيش العربي الأردني 39 معركة ضارية حاسمة ضد القوات الصهيونية التي هاجمت المناطق العربية عام 1948 كان من أبرزها ما يأتي:
معركة اللطرون

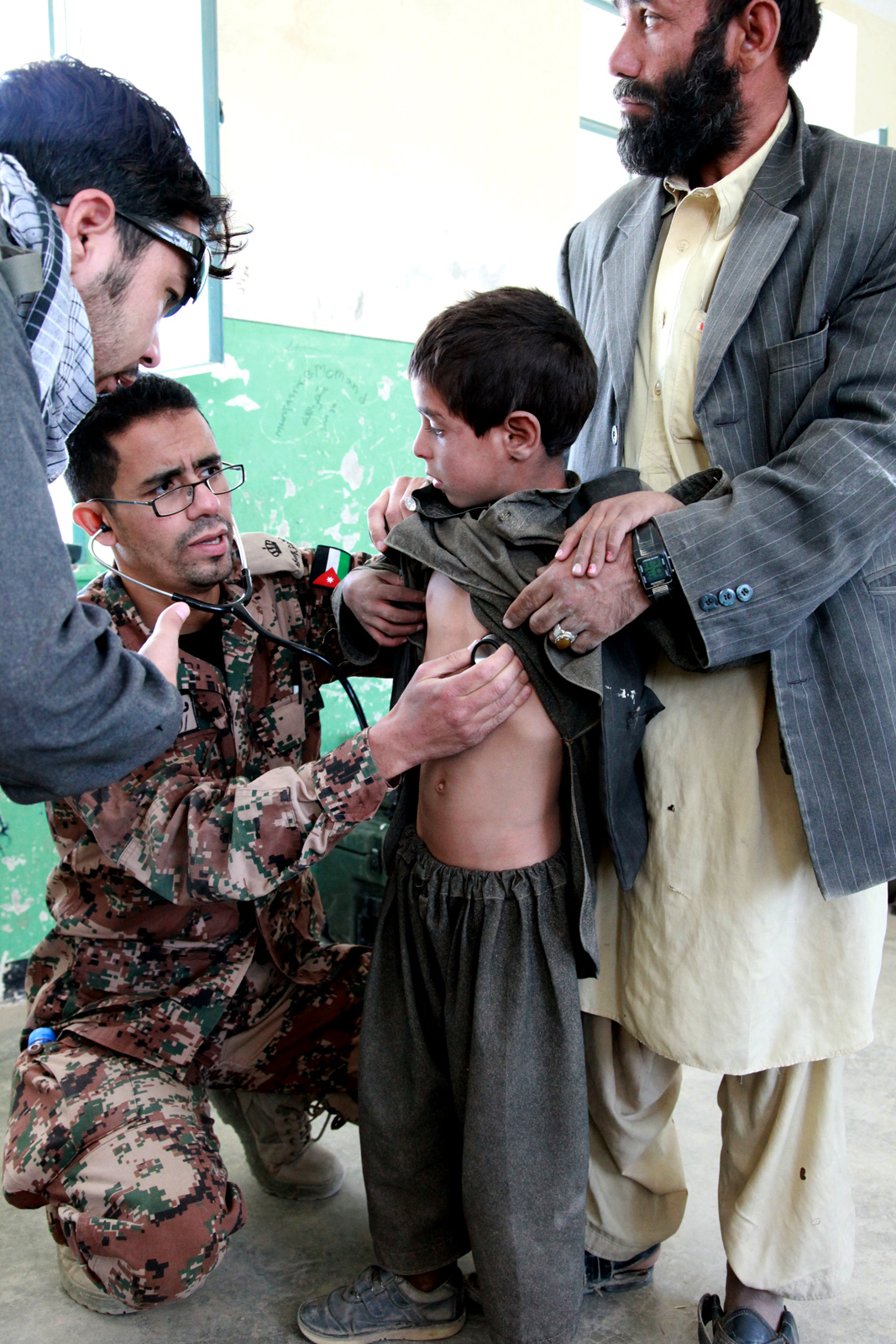
البعثة الطبية الأردنية في أفغانستان تعالج طفلا

كانت معركة اللطرون هي واحدة من المعارك التي خاضها الجيش الأردني ضد إسرائيل في مدينة القدس في الحرب العربية الإسرائيلية (حرب 1948) .تبعت هذه المعركة معركة أخرى هي باب الواد والتي من خلالها تم تحرير القدس. استمرت معركة اللطرون 10 أيام ( من 15-23 مايو عام 1948) وكانت مقدمة لتحرير القدس وإخراج القوات اليهودية منها. كانت خسائر القوات الأسرائيلية كبيره في هذه المعركة، وكان من بينهم الضابط الأمريكي ديفيد ماركوس الذي وقف بجانب الإسرائيليين، وقد قتل عن طريق الخطأ بواسطة إطلاق نار من أحد الجنود الإسرائيليين.
اشتبك الجيش الأردني (كتيبة المشاة الرابعة) بقيادة حابس المجالي مع الجيش الإسرائيلي بقيادة أرئيل شارون الذي أصبح في ما بعد رئيسا للوزراء (2001-2006). وقد جرح أرئيل شارون في المعركة ووقع أسيرا بيد الجيش العربي الأردني، أسره يومها النقيب حابس المجالي (المشير فيما بعد) الذي عالجه ونقله إلى الخطوط الخلفية، ثم إلى مدينة المفرق في الأردن حيث كان قد أقيم معسكر اعتقال الأسرى اليهود هناك، وتمت مبادلته بأسير عربي عندما جرى تبادل الأسرى بعد الهدنة الثانية.
معركة باب الواد
وقعت معركة باب الواد بعد اقل من اسبوع من معركة اللطرون. وتأتي أهمية موقع باب الواد العسكرية من حيث اعتبارها مفتاح مدينة القدس. استطاع من خلالها الجيش العربي الأردني تحرير القدس من قوات الاحتلال الإسرائيلية وكانت خسائر قوات الاحتلال الإسرائيلية هائلة في هذه المعركة فقد قتل ما يزيد عن الألف وجرح أكثر من ضعفهم ولم يخسر الجيش العربي الأردني سوى 20 جنديا.
قال رئيس الوزراء الكيان الإسرائيلي ومؤسس الكيان الإسرائيلي ديفيد بنغوريون في حزيران عام 1949 امام الكنيست:«لقد خسرنا في معركة باب الواد وحدها امام الجيش الأردني ضعفي قتلانا في الحرب كاملة».
معركة النوتردام
في 23 أيار 1948 قام الجيش الأردني بمهاجمة عمارة النوتردام هجوماً قوياً نفذته الكتيبة الثالثة في الجيش العربي الأردني واستبسل أبطالها في محاولة احتلال هذه البناية اليهودية التي يتحصن بها مئات المقاتلين اليهود واستمر الهجوم عليها وحصارها حوالي ثلاثة أيام باعتبارها كانت تسيطر على منطقة باب العامود وقدمت هذه الكتيبة الكثير من الشهداء وقد أشار اليهود إلى ذلك اليوم 24 أيار في النوتردام لكثرة خسائرهم وهولها بأنه يوم مذبحة دامية.
معركة تل الرادار
في تلة الرادار التي تسيطر على مستعمرة الخميس والتي تمكنت القوات اليهودية من احتلالها بعد الانتداب دارت معارك ضارية بين السرية الرابعة من الكتيبة الأولى من اللواء الأول في الجيش العربي الأردني حيث تمكنت من طرد القوات اليهودية منها وقتلت منهم العشرات واستشهد من أفرادها أربعة جنود فقط وجرح ستة عشر آخرون بينهم قائد السرية واستطاعت الاحتفاظ بالموقع ومنع اليهود من احتلاله مرة ثانية بالرغم من كل محاولاتهم من أجل ذلك.
معركة فك الحصار عن القوات المصرية في جنوبي الخليل
طلب الجيش المصري من الجيش العربي الأردني مساعدته بعد أن تم محاصرة القوات المصرية في الخليل. فقام الجيش العربي الأردني بتجهيز مجموعة قتال مؤلفة من سريتي مشاه وسرية مدرعات وحركتها إلى الخليل واستطاعت أن تفك الحصار عن القوات المصرية وحافظت على الخليل وبيت لحم من أية هجمات إسرائيلية.
معركة رامات راحيل
وقعت هذه المعركة عندما هب الجيش الأردني للدفاع عن فلسطين بعد صدور قرار تقسيم فلسطين بين العرب واليهود . انتهت المعركة بانتصار الجيش الأردني على القوات الإسرائيلية . وجه الملك عبد الله الأول رسالة إلى اليهود قال فيها : «أن الشوط طويل والعرب كثير، وقد بغيتم ولا نصر للباغي».
معركة كفار عصيون
وفي هذه المعركة حافظ الجيش العربي الأردني على مدينة الخليل عربية ومنع تقدم القوات الإسرائيلية وألحق بها هزيمة ساحقة وتم أسر المئات منهم ونقلهم إلى السجون الأردنية، أما الشيوخ والنساء والأطفال فقد تم تسليهم إلى الصليب الأحمر، نُقل الأسرى من الخليل إلى بيت لحم ومن ثم إلى معسكر أم الجمال في المفرق.
معارك البلدة القديمة وحارة اليهود
استسلمت حارة اليهود في هذه المعركة بعد حصارهم من قبل الجيش العربي الأردني وأسر مقاتلي العصابات الصهيونية ونقلوا إلى السجون الأردنية. وفي النهاية تمكن الجيش العربي الأردني من إحكام سيطرته على كامل المنطقة الممتدة من جنين في الشمال إلى العفولة في الجنوب ومن جسر المجامع شرقاً إلى بيسان غرباً.
معركة تل الذخيرة
قال وزير الجيش الإسرائيل موشي ديان في 1967 بعد معركة تل الذخيرة: «كانت معركة تل الذخيرة من اعنف المعارك التي خاضتها أفضل القوات الإسرائيلية ضد القوة الأردنية المدافعة فقد وجد الإسرائيليون أنفسهم بعد ان اخترقوا جدار الأسلاك الشائكة وحقول الألغام يخوضون معركة ضد عدو مصمم على الدفاع لآخر طلقة وآخر رجل وقد التحم الطرفان في قتال بالقنابل اليدوية والحراب والأيدي وخسرت قواتنا 21 قتيلا وجرح أكثر من نصف القوات المهاجمة من الضباط والجنود».
أما العقيد موردخاي غور قائد لواء المظليين الإسرائيلي فقال بعد معركة تل الذخيرة في القدس :«علي أن أقول بأنه على الرغم من أنني اشتركت في عدة معارك في حياتي العسكرية إلا أن ما شاهدته في هذه المنطقة وما سمعته من القادة خلال تجوالي عليهم من موقع إلى موقع كان أمرا لا يصدق وكما قال لي أحد القادة: عندما سرت باتجاه مفترق الطرق كان معي أربعة جنود فقط ممن بقوا أحياء من سريتي وهناك سرية أخرى كانت قد احتلت (هضبة السلاح) من الناحية الجنوبية ولم يبق منها بعد انتهاء العملية سوى سبعة جنود».

### معارك الضفة الغربية عام (1950 - 1967)
خاض الجيش العربي الأردني أكثر من 44 معركة واشتباك مع القوات الإسرائيلية في الضفة الغربية بين عامي (1948 - 1967)، أهمها معركة السموع في لواء الخليل، انتهت جميعها بالنصر وبدحر القوات الإسرائيلية الغازية.

### المحافظة على استقلال الكويت عام 1961
في 19 يونيو 1961م وعقب استقلال الكويت، أعلن الرئيس العراقي عبد الكريم قاسم ضم الكويت إلى العراق ، فقررت جامعة الدول العربية إرسال قوات عربية لضمان استقلال الكويت ، وكانت قوات الجيش العربي الأردني المكونة من كتيبة مشاة مدعومة بسرية دفاع جوي من أوائل القوات العربية التي وصلت الكويت ،حيث حافظت مع باقي جيوش الدول العربية المشاركة على أمن واستقلال دولة الكويت وقد عادت تلك القوات إلى الأردن بتاريخ 13 ديسيمبر 1963م.

### ثورة 26 سبتمبر اليمنية عام 1962
في 26 سيبتمبر 1962 م أعلن العقيد عبد الله السلال مدعوماً من قبل مصر وسوريا الثورة في اليمن وأطاح بالإمام محمد البدر معلناً قيام الجمهورية العربية اليمنية ومبدياً رغبته الإطاحة بالأنظمة العربية في شبه الجزيرة العربية وقد أرسلت مصر 60 ألف جندي لمساندته فتحركت الأردن والسعودية ضد هذه الثورة وفي 2 نوفيمبر 1962م وقعت المملكتان اتفاقية للدفاع المشترك والوحدة العسكرية وعلى اثرها أرسل الأردن 1500 جندي من قوات الجيش العربي الأردني جواً إلى اليمن في عملية «الناصر» العسكرية كما أرسل مجموعة من سلاح الهندسة بكامل معداتها إلى منطقة نجران السعودية.

### حرب 1967
دخل الأردن الحرب تضامناً مع الموقف العربي بالرغم من قناعته المطلقة بعدم استعداد الأمة العربية لذلك معتقداً أن أهم متطلباته من القوات البرية والجوية خصوصا سوف يحصل عليها من قبل بدء المعركة من الدول العربية الحليفة غير أن أيّاً من هذه المتطلبات لم يتم تلبيتها.
فبعد أن تم توقيع اتفاقية الدفاع المشترك بين الأردن ومصر في 30 أيار 1967 فقد وضع الجيش العربي الأردني في حالة تأهب قصوى، وجرت معارك على طول الجبهة وحارب الجيش العربي الأردني من جديد في القدس واللطرون وباب الواد وجبل المكبر وتل الرادار وتل الشيخ عبد العزيز وتل النبي صموئيل والشيخ جراح والمطلع ونابلس وجنين وطولكرم والخليل وبالرغم من قلة العدد والعدة وانعدام الغطاء الجوي (الموعود من مصر وسوريا) وما تعرض له الجيش العربي الأردني من خسائر جسيمة حتى أن بعض السرايا قاتلت حتى أخر رجل فيها فإن روح التضحية والشجاعة والإصرار على القتال حتى آخر طلقة وأخر رجل أجبر العدو قبل الصديق على أن يشهد لهذا الجيش بالشجاعة والاحتراف والتفاني، فقد صرح أحد جنرالات الجيش الإسرائيلي بأن هذه الحرب كان يمكن أن تسمى حرب الساعات الستة لا الأيام الستة لولا صمود الجيش الأردني الذي بقي يحارب منفرداً أياماً فيما انهزم الآخرون خلال ساعات.
وقد كانت الخسائر الإسرائيلية على الجبهة الأردنية أكبر من جميع الجبهات الأخرى مجتمعة.
وفي رسالة من محافظ القدس أنور الخطيب للعقيد عطا علي أحد القادة الأردنيين في معركة تل الذخيرة في القدس قال : سيسجل لك التاريخ ولجنودك الوقفة البطولية، لقد بذلتم فوق المستطاع، لك عليَّ، كلما ذكر الجيش الأردني أمامي في أية مناسبة أن احني هامتي إلى الأرض إكراما لما شاهدت منك ومن رجالك من بطولة في هذه المعركة.

### معركة الكرامة 1968
تعتبر معركة الكرامة أول انتصار كامل لجيش عربي على القوات الإسرائيلية حيث استطاع الجيش العربي الأردني في منطقة الكرامة الاغوار تحقيق النصر على القوات الإسرائيلية . ففي 21 مارس 1968 شنت إسرائيل هجوماً بواسطة 15 ألف جندي ومظلي مدعومين بقصف مدفعي وجوي على جميع مواقع الجيش العربي الأردني الأمامية والخلفية وواجهة الفرقة الثانية الأردنية وحاولت القوات الإسرائيلية التقدم عن طريق أربع مواقع على طول الجبهة الأردنية.
فشل الجيش الإسرائيلي تماماً في هذه المعركة دون أن يحقق أياً من أهدافه على جميع المقتربات، وخرج من هذه المعركة خاسراً مادياً ومعنوياً خسارة لم يكن يتوقعها أبداً. صدرت الأوامر الإسرائيلية بالانسحاب حوالي الساعة 15:00 بعد أن رفض الملك حسين الذي أشرف بنفسه على المعركة، وقف إطلاق النار رغم كل الضغوطات الدولية.

### حرب الاستنزاف 1968 - 1970
فتتحت معركة الكرامة البطولية مرحلة مهمة جدا في تاريخ الصراع الأردني ـ الإسرائيلي تمثلت في حرب الاستنزاف على الجبهة الأردنية (1968 ـ 1970). خلال هذه السنوات الثلاث كان القتال محتدما على طول الجبهة الأردنية التي تمتد من الحمة شمالا إلى وادي عربة جنوبا واشتهر خلالها سلاح المدفعية المحصنة في الجبال كسلاح ردع مضاعف وقدمت المدن والبلدات الأردنية في تلك الفترة المجيدة تضحيات جساما بصبر ورجولة.
انتهت حرب الاستنزاف على الجبهتين الأردنية والمصرية معا بقبول البلدين مبادرة روجرز للسلام. وكانت هذه المبادرة بحد ذاتها نتيجة للتوازن القتالي الحاصل.
إلا أن نهاية حرب الاستنزاف اقترنت على الجبهة الأردنية بتطورات سياسية وأمنية داخلية كادت تودي بالكيان الوطني الأردني ووحدة الشعب والمجتمع مما اضطر التحالف الوطني ـ الشعبي إلى توجيه جهوده لحماية الجبهة الداخلية ولكن للأسف جزئيا حيث نشأ سياق سياسي أدى لاحقا إلى إنهاء وحدة المملكة (بضفتيها).

### معركة الرمثا ضد القوات السورية 1970
في 5 أكتوبر عام 1970م تصدى الجيش العربي الأردني للقوات السورية المهاجمة التي تكونت من 3700 جندي و100 دبابة والتي توغلت في شمال الأردن ووصلت إلى مدينة الرمثا، بهدف تخفيف الضغط عن ميليشيات الفدائيين الفلسطينيين، وواجهت القوات الأردنية التي كانت أقل منها عدداً وعدة.

### حرب تشرين عام 1973
اندلعت الحرب في السادس من تشرين الأول عام 1973 م؛ فوضع الأردن جيشه في «درجة الاستعداد القصوى» فور علمه باندلاع الحرب. ونظراً لتدهور الموقف على الجبهة السورية، حيث نقل الكيان الصهيوني معظم قواته التي كانت ترابط جنوباً في سيناء إلى الجولان، تحرك اللواء الأردني المدرع 40 في 12 أكتوبر وخاض أولى معاركه بعد أن تحرك من مواقعه في نوى وتل الحارة إلى تل المسحرة، الشيء الذي أجبر القوات الصهيونية على التراجع مسافة 10 كيلو متر، ولكن بسبب بطء تقدم القوات العراقية كُشفت أجنحة اللواء الأردني كذلك بسبب استخدام الصهاينة سلاح التاو المضاد للدروع لأول مرة في تاريخهم اضطر اللواء 40 للتراجع بعد تدمير 10 دبابات صهيونية.
وفي 19 أكتوبر هاجم اللواء الأردني تل مسحرة وجبا مرة أخرى. وقد توغل اللواء 40 بعمق 6-7 كيلو متر حيث تجاوز تل مسحرة ووصل إلى منطقة الشمال الغربي منه. ولكن نتيجة بطء القوات العراقية المساندة بسبب طبيعة الأرض اضطر اللواء للتراجع.
وبسبب الموقف المتوتر على الجبهة السورية أرسل الأردن اللواء الأردني الآخر الذي يشكل الفرقة المدرعة الثالثة مع مدفعيتها وقيادة الفرقة كاملة إلى الجولان للاستئناف الهجوم غير أن سوريا وافقت على وقف إطلاق النار مما ألغى الخطة. وقد بقيت الفرقة المدرعة الثالثة مرابطة في سورية إلى أن انسحبت في ديسيمبر من ذات العام.

### مساندة القوات المسلحة العُمانية (1974 - 1979)
من سنة 1974م ولغاية سنة 1979م شارك الجيش العربي الأردني في مواجهة ثورة ظفار الشيوعية في سلطنة عُمان والتي كانت تهدف لإقامة دولة اشتراكية شبيهه بجمهورية اليمن الديمقراطية الشعبية وقد أرسل الأردن كتيبة قوات خاصة وعدد من طياري الهوكرهنتر حيث تولت هذه الكتيبة إلى جانب قوات إماراتية تأمين أمن وسلامة الأقاليم العُمانية الشمالية ليتيح المجال للقوات المسلحة العمانية للتفرغ لقتال الميليشيات في الجنوب وكان للطياريين الأردنيين دور بارز في قصف مواقع هذه الميليشيات.

### الوقوف بجانب العراق في الدفاع عن البوابة الشرقية
وقف الأردن إلى جانب العراق في الدفاع عن البوابة الشرقية للوطن العربي في مواجهة إيران من عام (1980 - 1988 ) وشارك الجيش العربي في تقديم الدعم اللوجستي والتدريبي للقوات العراقية وتم تشكيل لواء اليرموك من المتطوعين الأردنيين كما تم تسهيل نقل مختلف أنواع الأسلحة والذخائر للجيش العراقي عبر الأراضي الأردنية
ونتيجة لهذا الموقف وفي شهر كانون الأول 1980م وعلى إثر حشد سوريا لقواتها المسلحة على طول الحدود الأردنية السورية بهدف الضغط على الأردن لتغيير مواقفه السياسية من مصر وإبعاد الأردن عن التقارب مع العراق، الجيش العربي الأردني يرد بتعزيز مواقعه على طول الحدود السورية ويحشد قواته مما أجبر سوريا على التراجع بعدما لمست قوة وتماسك والتفاف الجيش العربي الأردني حول قيادته وصلابة الموقف الداخلي للجبهة الأردنية.

### المشاركة مع قوات حفظ السلام
يعد الأردن أكثر البلدان على مستوى العالم مشاركة في قوات حفظ السلام، حيث اشار مركز irm للدراسات الاستراتيجية أن فردا من كل أربعة عشر فردا من القوات المسلحة الأردنية شارك في قوات حفظ السلام التابعة للجيش الأردني، والتي تقدم خدماتها للأمم المتحدة.

## تشكيلات الجيش الأردني

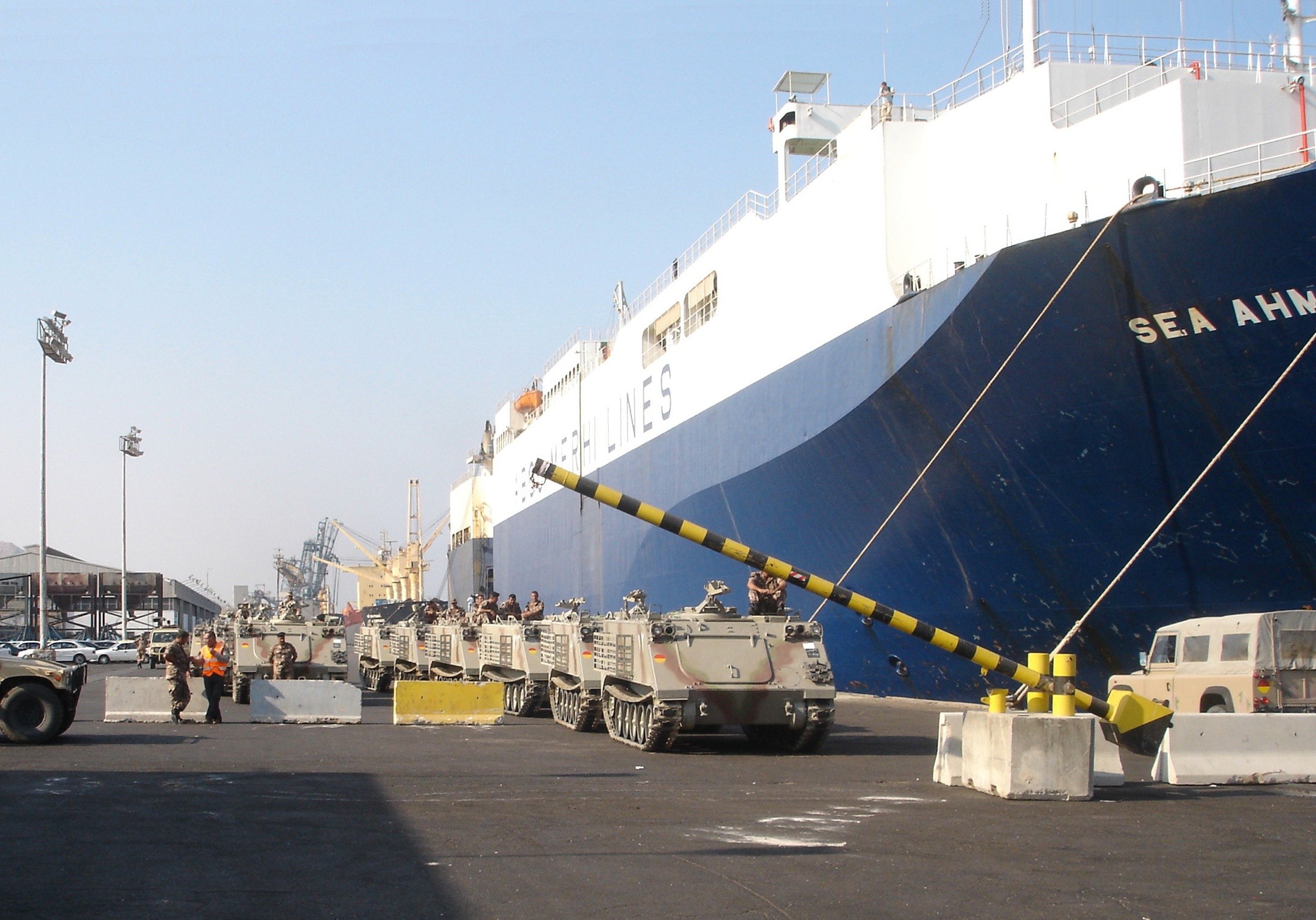
ناقلات جنود أردنية تستعد لحملها بالسفن للمشاركة في مناورات النجم الساطع

### القوات البرية
تشكل القوات البرية النواة الأولى لتأسيس الجيش العربي الذي تعود بدايات تشكيله إلى نخبة المقاتلين الأوائل من جنود الثورة العربية الكبرى، وقد وضع لملك عبد الله الأول نواة الجيش العربي الأولى في مدينة معان في 21 أكتوبر عام 1920 وتألفت هذه النواة من 25 ضابطاً و(250) جندياً تحركت من معان إلى عمان وخلطت بالقوة السيارة التي كانت موجودة. بعد ست سنوات من تشكيل نواة الجيش العربي أطلق الملك عبد الله الأول على نواة قوات جيش إمارة شرق الأردن اسم «الجيش العربي» وهو نفس الاسم الذي أطلقه الشريف الحسين بن علي على جيش الثورة العربية الكبرى عام 1917.

ومنذ ذلك التاريخ تم البدء بتشكيل السرايا والكتائب التابعة للجيش العربي، ولقد مرت مرحلة بناء وتطوير القوات المسلحة بمراحل مفصلية كان من أبرزها تعريب قيادة الجيش العربي في الأول من آذار 1956 وبعدها حرب عام 67 والكرامة والاستنزاف والجولان ثم أعيدت هيكلة وحدات وتشكيلات الجيش على شكل فرق عسكرية كان قوامها 4 فرق مع أسلحة الاسناد والخدمات وبعض القيادات والتشكيلات المستقلة حيث واكب ذلك تطور كبير في مجالات التدريب والتأهيل والتسليح وتعدد الأدوار والمهام خصوصاً المشاركة مع قوات حفظ السلام الدولية.

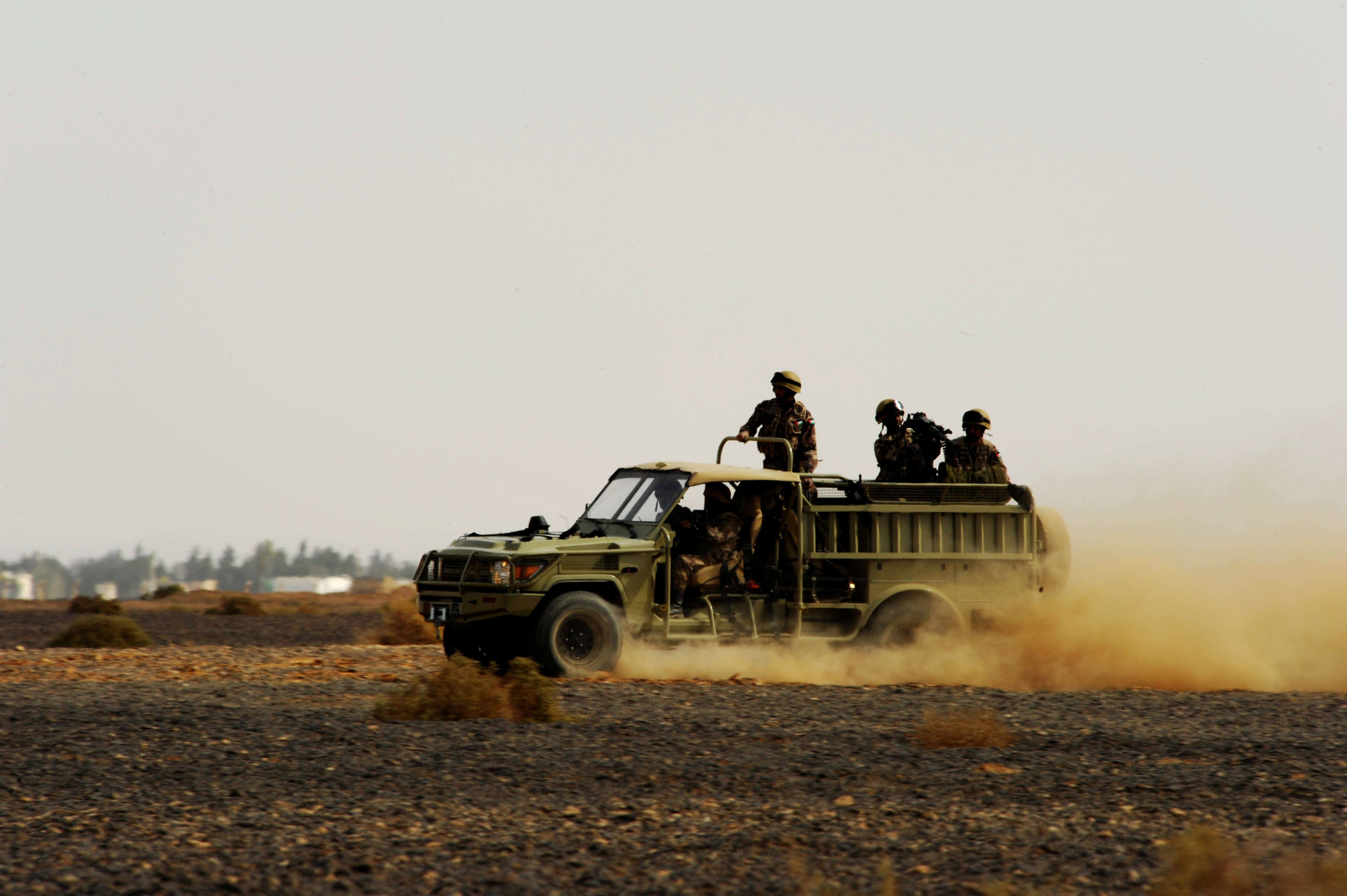
جنود من القوات الخاصة الملكية الأردنية أثناء توجههم بسيارة إلى الهدف خلال لقاء فالكون للطيران عام 2010 في قاعدة الأزرق الجوية الأردنية في منطقة الأزرق، الأردن، في 1 نوفمبر 2010. شاركت كلا من الولايات المتحدة، الأردن، وباكستان في لقاء فالكون للطيران عام 2010 لتحسين علاقاتهما العسكرية والعمليات الجوية المشتركة.

### القوات الخاصة

افراد من القوات الخاصة الأردنية

تأسست نواة العمليات الخاصة الأردنية في عام 1963 بأمر من الملك الحسين بن طلال. في بداية السبعينات من القرن الماضي، بدات عمليه تطوير القوات الخاصة الأردنيه، والاهتمام بتدرباتها، واسناد مهام الاستطلاع، ومكافحه الإرهاب، ومهام البحث والاخلاء القتالي وامن المواقع الرئيسية لها واستهداف المنشئات المعاديه والاقتحام والتدمير كما أنيطت بها بعض مهمات استهداف الارتال العسكرية المدرعة واعاقه تقدمها وقطع خطوط امدادها واتصالاتها وجهزت ودربت بحيث تكون قادرة على العمل خلف خطوط العدو لفترات طويله بدون أي اسناد لوجستي.
كان هذا السلاح وحدة مظليين، ثم صدر الأمر الملكي بتشكيل القوات الخاصة عام 1971 م، وشملها التطوير والتحديث. واحتراف منتسبيها اللياقة البدنية المتميزة وتنفيذ المهام القتالية، ورياضة الدفاع عن النفس، وشاركت في العديد من مهام حفظ السلام الدولية باقتدار. وكان الملك عبد الله الثاني قائداً لهذه القوات وعايشها. وتم دمج القوات الخاصة ولواء الملك الحسين بن علي ومدرسة القوات الخاصة لتتشكل العمليات الخاصة حيث أوكل لها مهمة الدفاع عن الوطن في الأمن الداخلي أو عمليات خاصة خارج الوطن وزودت باحدث الأسلحة والمعدات والتقنيات المتطورة، ان قوات الأمن الخاصة هي من اشرس القوات الأردنية واخص بذكر قوات 71 التي هي تواجه الإرهاب في شتى المناطق في داخل الأردن أو خارجه .

### الحرس الملكي
تأسس الحرس الملكي عام 1920، تكون في البداية من سرية ثم تطور إلى كتيبة ثم لواء واحد اسمه لواء حمزة بن عبد المطلب سيد الشهداء وحاليا أصبح اسمه قيادة الحرس الملكي وهو تشكيل اعلى من لواء ، مهمته حماية الملك والعائلة الهاشمية بصفة عامة. يشكل حرس الشرف الشركسي ومجموعة حرس الشرف جانب المراسم في الحرس الملكي والتشريفات الملكية في الاحتفالات الرسمية ، كما يحتفظون ببعض تقاليدهم ولباسهم الأردني والشركسي.

### سلاح الصيانة
هي تشكيل من تشكيلات القوات المسلحة الأردنية واجباتها تنفيذ سياسة شراء احتياجات القوات المسلحة من القطع الفنية لجميع الآليات والمعدات والأسلحة والأنظمة العاملة في القوات المسلحة محليا ودوليا. كما تقوم بالتحضير لعمليات بيع الفوائض والمعدات غير الصالحة من الآليات والأسلحة وقطع الغيار.
- سلاح المشاة والمشاة الآلية

شهد تطوراً في نواحي عدة، فالتجهيزات خفيفة إما للظروف المختلفة وقابلية للحركة. وشهد تطوراً في وسائل المواصلات، واستخدام التمارين التعبوية والإلكترونية لرفع مستوى كفائة الأفراد القتالية، لذلك يمتاز هذا السلاح بمنظومة متكاملة من الأسلحة والكفاءة القتالية.
- سلاح الدروع الملكي

تشكل هذا السلاح وزود بمدرعات ودبابات ومعدات حديثة، وقام الضباط الأردنيون من المهندسين الفنيين على تعديلها فنياً وتطويرها لرفع كفائتها وادائها بحيث أصبحت مدرعات ذات كفائه عاليه. 
- سلاح المدفعية الملكي

تم تشكيل العديد من وحدات المدفعية الجديدة التي يتمتع أفرادها بكفائة عالية في استخدام الأسلحة المزودة بجهاز الحاسوب والرادارات المتطورة، وأحدث أجهزة الرصد التي تحقق مستوى عالياً من الكفائة والجاهزية وقابلية الحركة والمناورة، ويمتلك أفضل أنواع الأسلحة والذخائر. اشترك سلاح المدفعية الأردني في معارك خاضها الجيش العربي ببسالة وتضحية وصمود.
- الدفاع الجوي الميداني الملكي

تم تزويد الدفاع الجوي بشبكة صواريخ وأطقم مدربة لهذا السلاح، وتم تزويده بالرادارات الحديثة. 
- سلاح الهندسة الملكي

تطور هذا السلاح وتم تشكيل العديد من وحدات الهندسة لتبقى قادرة على خدمة تطور القوات المسلحة وتنظيمها الحديث. وقد زوج بالتجهيزات والآليات التي أسهمت بفعالية بتنفيذ العديد من مشاريع التنمية في المملكة، وقدم هذا السلاح خدمات وجهوداً متواصلة في السلم والحرب، وساهم في نزع الألغام الخطرة في العديد من مناطق العالم.
- سلاح اللاسلكي الملكي

يمتاز بشبكة اتصالات حديثة مع وحدات القوات المسلحة التي تعمل في مختلف الظروف الجوية لتأمين الاتصال الميسر بين وحدات وتشكيلات الجيش جميعها. ويضم كلية الشريف ناصر بن جميل للاتصالات العسكرية التي تؤهل كوادر مدربة على مختلف أجهزة الاتصالات السلكية واللاسلكية، ومديرية الحرب الإلكترونية التي تقوم برصد الاتصالات باستخدام أجهزة الحاسوب، وتسهم بتقديم خدمات الصيانة للمعدات الإلكترونية في المؤسسات الأخرى للمملكة.
- سلاح الصيانة الملكي

تشكل هذا السلاح وحقق انجازاً كبيراً بكفائة عالية، وتم إنشاء مشاغل الحسين الرئيسية ذات المستوى التكنولوجي العالي ومشغل المعدات الإلكترونية، وأدخلت تعديلات متطورة على أسلحة الجيش ؛ لتتلائم مع طبيعة ظروف وعمل القوات المسلحة الأردنية. وتم إنشاء مركز الملك عبد الله الثاني ابن الحسين للتصميم والتطوير (kaddb) ليكون مركزاً للصناعات الدفاعية. ويعد سلاح الصيانة الملكي مصدراً أساسياً لرفد السوق المحلي بالكوادر الفنية المدربة مما يساهم في التنمية الوطنية.
- التموين والنقل الملكي

يقوم بتأمين متطلبات الدعم من مواد التموين والمحروقات للقوات المسلحة، والمساهمة في عمليات نقل الآليات المجنزرة من موقع إلى موقع بالإضافة إلى تأمين وسائط النقل الحديثة لنقل أفراد القوات المسلحة من موقع عملهم إلى مناطق سكناهم أثناء الإجازة.

### سلاح الجو الملكي الأردني

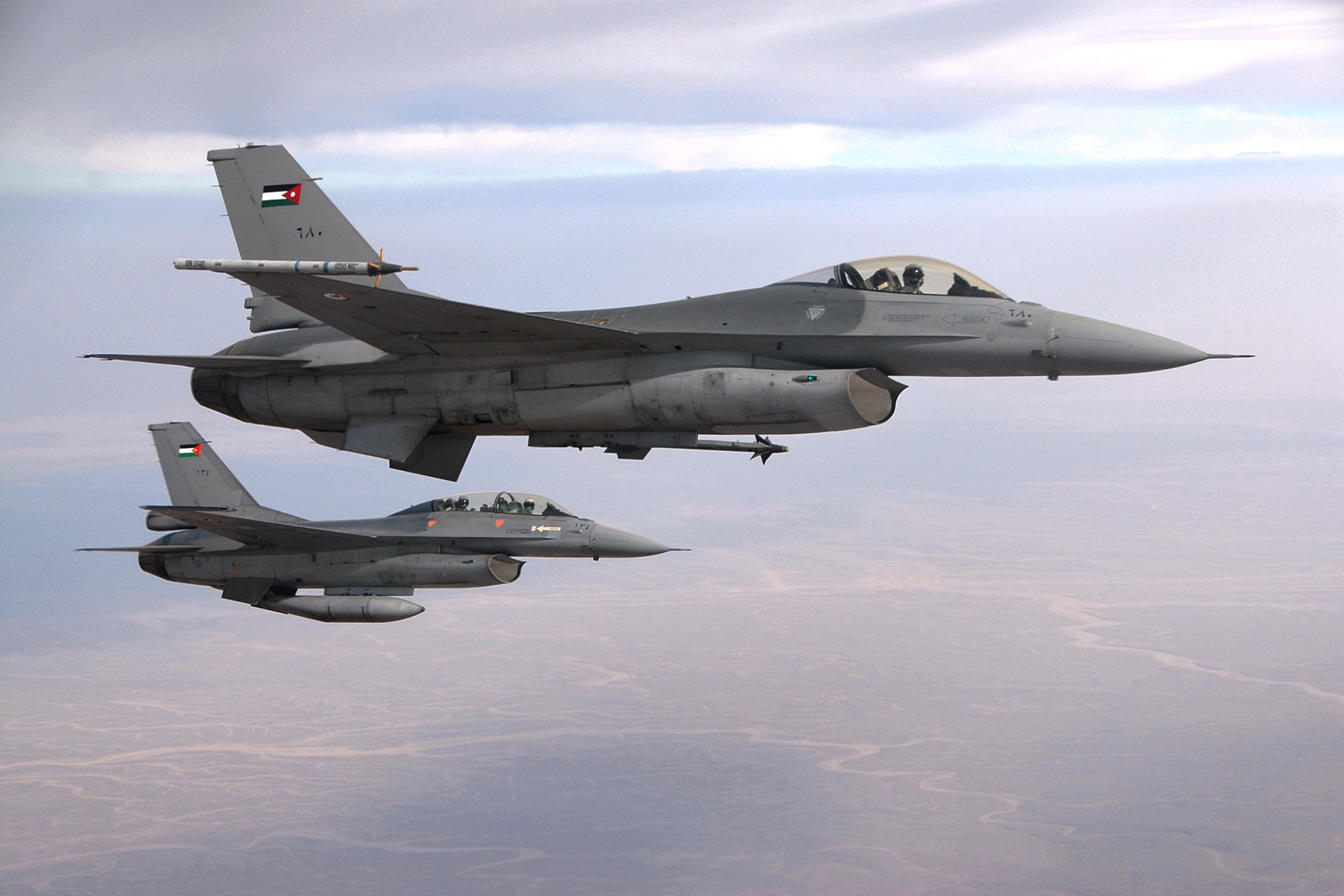
طائرتان أف 16 أردنيتان تحلقان في السماء

تم تشكيل نواة سلاح الجو الملكي عام 1948 وكانت بدايته تتألف من طائرات مروحية خفيفة حيث استمر بالتطور المستمر بثبات لمواكبة التطورات التقنية في العالم إلى أن وصل إلى ما هو عليه الآن باستخدامه لأحدث أنواع الطائرات كطائرة الـ ف-16 والرادارات ثلاثية الابعاد ومنظومتي الدفاع الجوي والقيادة والسيطرة للمساهمة في تحقيق المهام والواجبات الموكلة له بكل كفاءة واحتراف. يعتمد سلاح الجو الملكي كلياً على كوادره الوطنية الفنية المؤهلة والعاملة في مختلف مديرياته التخصصية في صيانة وإدامة جميع الأنظمة والمعدات العاملة في السلاح من رادارات وأجهزة اتصال متطورة مروراً بمنظومتي الدفاع الجوي والقيادة والسيطرة وصولاً للصيانات العظمى للطائرات، يضاف لذلك تأمين خدمات الاتصالات ومعايرة الأجهزة الفاحصة للقطاع العام.

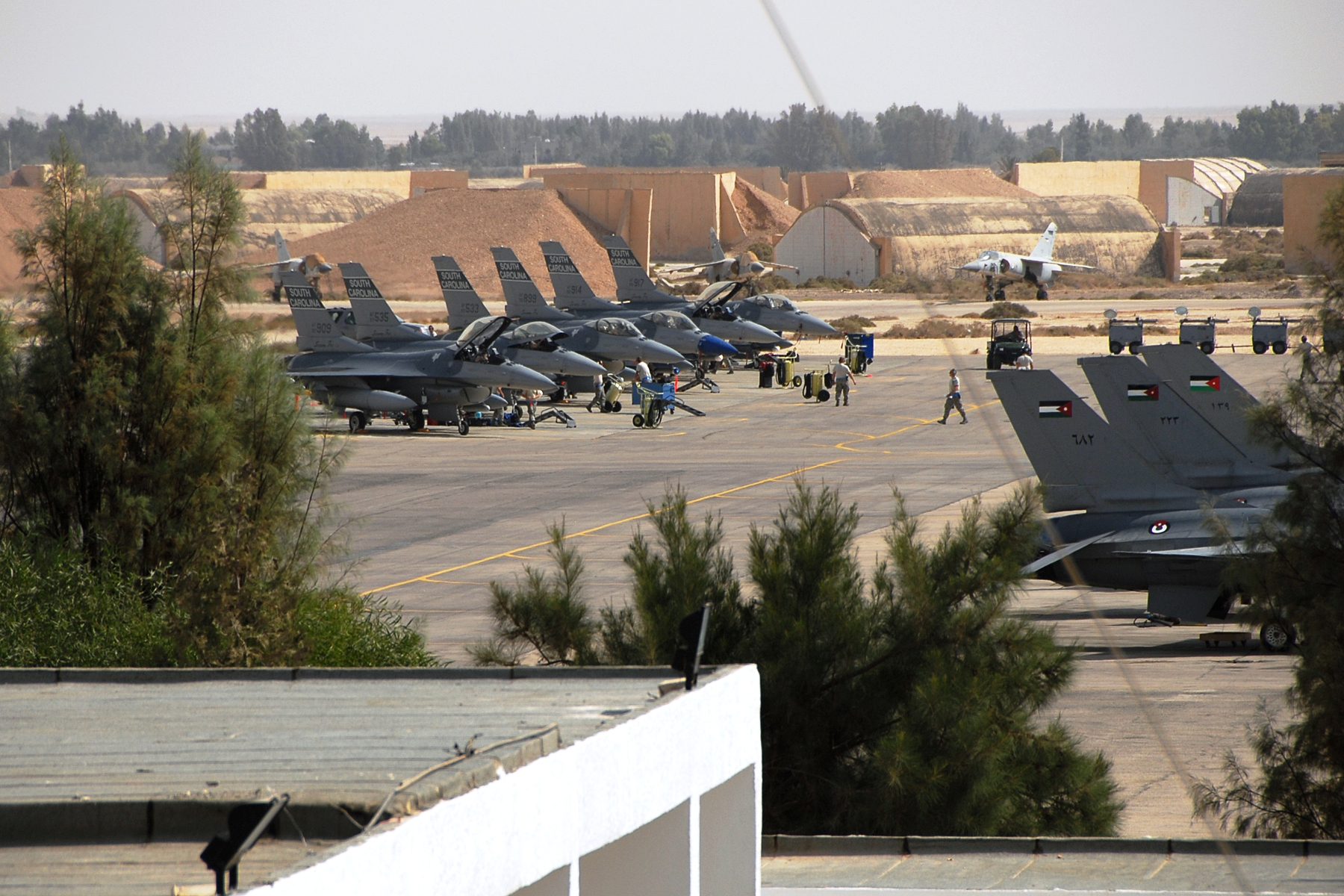
سلاح الجو الملكي الأردني.

يولي سلاح الجو الملكي أهمية قصوى للعملية التدريبية والتأهيل من أجل الحصول على أعلى المستويات نوعية وكفاءةً لمنتسبيه، ولتحقيق هذه الغاية قام بإنشاء العديد من المدارس والكليات المتخصصة ذات السمعة الراقية والمؤهلة بكوادر متميزة تتولى تدريب مختلف تخصصات الطيران والتخصصات الفنية والإدارية لكوادر سلاح الجو الملكي وموفدي العديد من القوات الشقيقة والصديقة، يقوم سلاح الجو الملكي بتنفيذ عدة تمارين مشتركة مع أسلحة الجو في الدول الشقيقة والصديقة.

### القوة البحرية الملكية
تشكلت نواة القوة البحرية الملكية سنة 1951 في مدينة العقبة وأطلق عليها آنذاك اسم أسطول الجيش العربي، حيث تم اختيار أفرادها من الأمن العام، وكانت قوتها آنذاك لا تتجاوز سرية مشاة وفي عام 1952 انتقلت قيادة البحرية إلى منطقة كاليا في البحر الميت، حيث تم تعزيزها بثلاث زوارق دورية صغيرة الحجم مصنوعة من مادة الألمنيوم تقوم بأعمال الحراسة وفي عام 1957 تم تشكيل فصيل زوارق خاصة في خليج العقبة. وفي عام 1967 تم نقل الوحدة إلى خليج العقبة. عام 1974 تم تزويد الوحدة بأربع زوارق متوسطة وشهدت الوحدة مرحلة إعادة تنظيم كافة فروعها خصوصاً قسم الغطاسين والضفادع البشرية.
في الفترة من عام 1980 لغاية 1983 تم إضافة أربعة زوارق دورية مسلحة، أربعة زوارق اقتحام طول (17) قدم وتسعة زوارق لنقل الغطاسين والضفادع البشرية. في 13/11/1991 تم افتتاح الزوارق الثقيلة الثلاث برعاية الملك الحسين المعظم باحتفال عسكري وتم تعديل تسمية خفر السواحل الملكي ليصبح القوة البحرية الملكية، كما اعتبر هذا اليوم عيد تأسيس القوة البحرية الملكية. عام 1996 تم تزويد الوحدة بزورق إنقاذ وزورقي نقل. في عام 2002 تم تزويد الوحدة بزورقي مطاردة لمكافحة عمليات التسلل والتهريب. في عام 2003 بدا العمل ببناء القاعدة البحرية الجديدة والتي اكتمل بناؤها عام 2006. تم تعزيز القدرات الدفاعية للوحدة من خلال رفدها بزوارق مسلحة متطورة وحديثة.

## خدمة العلم
يخدم (خدمة العلم) الذكور عند وصولهم سن 18 سنة في الجيش لمدة سنتين متتاليتين بدون انقطاع، لكنه علق في عام 1999، في عام 2007 جرى إعادة تفعيل البرنامج لمدة 3 أشهر (كتجربة) من أجل توفير تدريب للشباب لتلبية احتياجات سوق العمل؛ ويطلب من جميع الذكور الذين تقل أعمارهم عن 37 التسجيل. الإناث لا تخضع للتجنيد لكن يمكن أن تتطوع في الجيش. يبلغ عدد الذكور القادرين على أداء الخدمة العسكرية من سن 16-49 حوالي 1،674،260، والإناث من سن 16-49 حوالي 1،611،315 (تقديرات 2010)، ويبلغ عدد اللائقين صحيا للخدمة العسكرية للذكور من سن 16-49 حوالي 1،439،192، والإناث من سن 16-49 حوالي 1،384،500 (تقديرات 2010). وتبلغ النفقات العسكرية 8.6% من الناتج المحلي الإجمالي (2006)، وبهذا يعتبر الأردن السابع عالميا على الإنفاق العسكري بالنسبة للناتج المحلي الاجمالي.

## مناورات تدريبية
تشارك القوات المسلحة الأردنية بفروعها المختلفة في العديد من المناورات العسكرية التدريبية لرفع مستوى الاستعداد القتالي وكفاءة القوات ومنها : 
- مناورات الأسد المتأهب
- مناورات النجم الساطع
- مناورات عين جالوت
- مناورات نسر الأناضول

## معرض صور

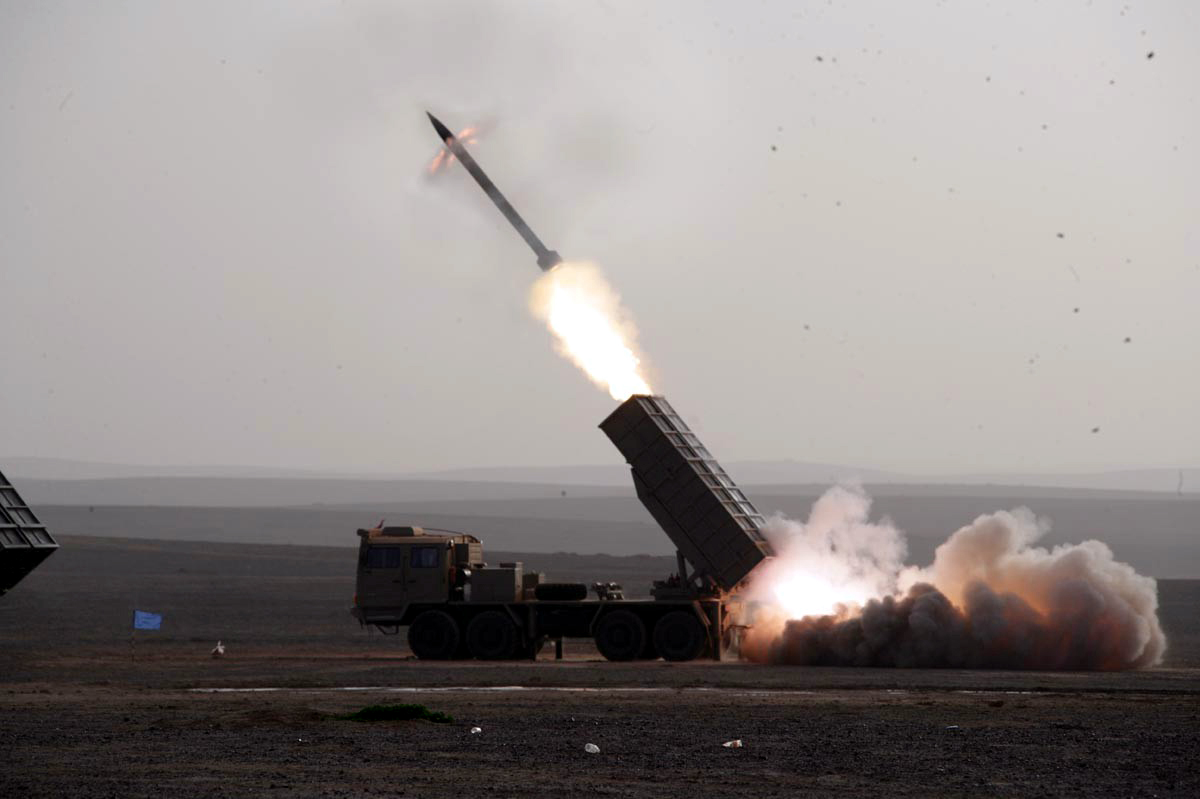
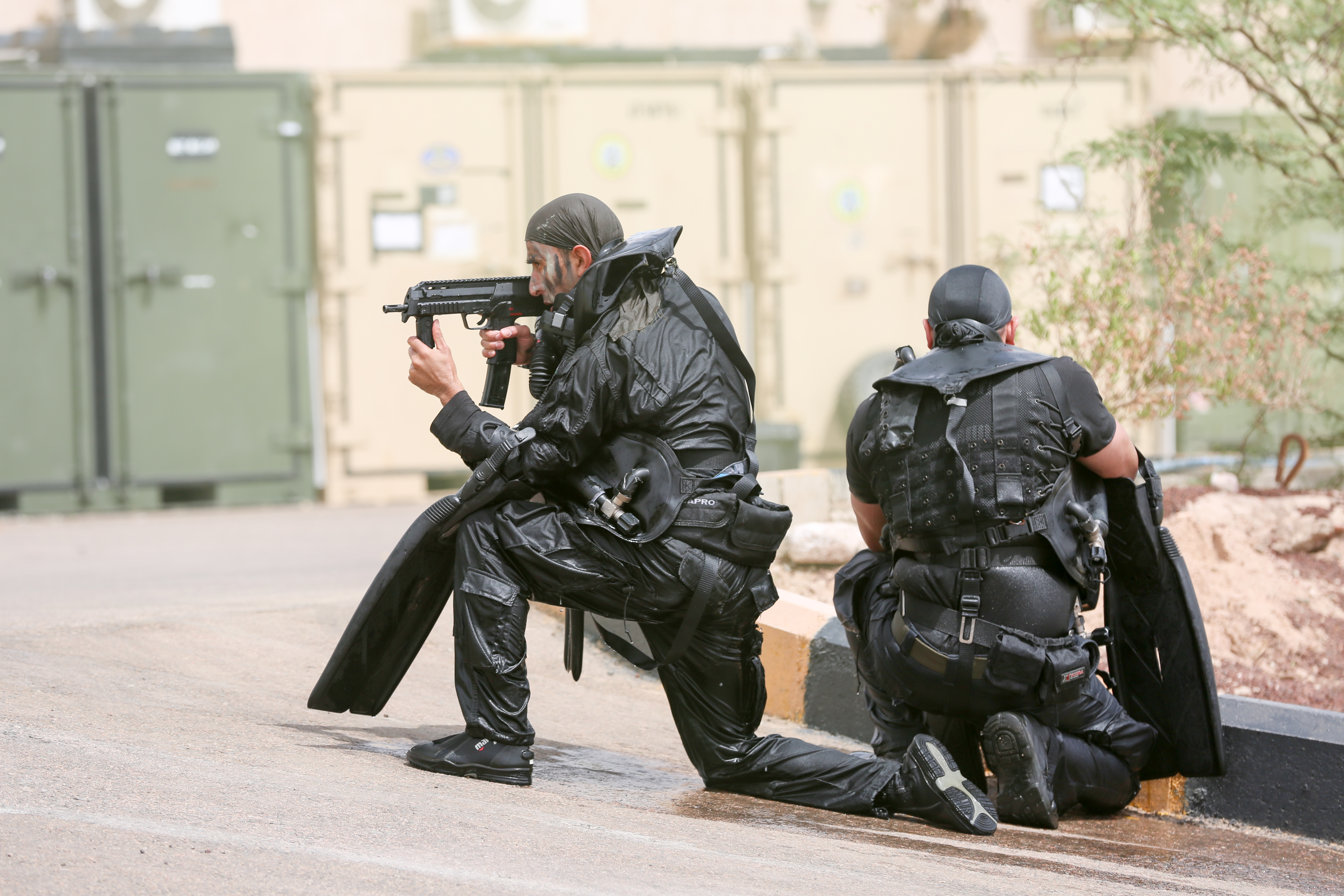
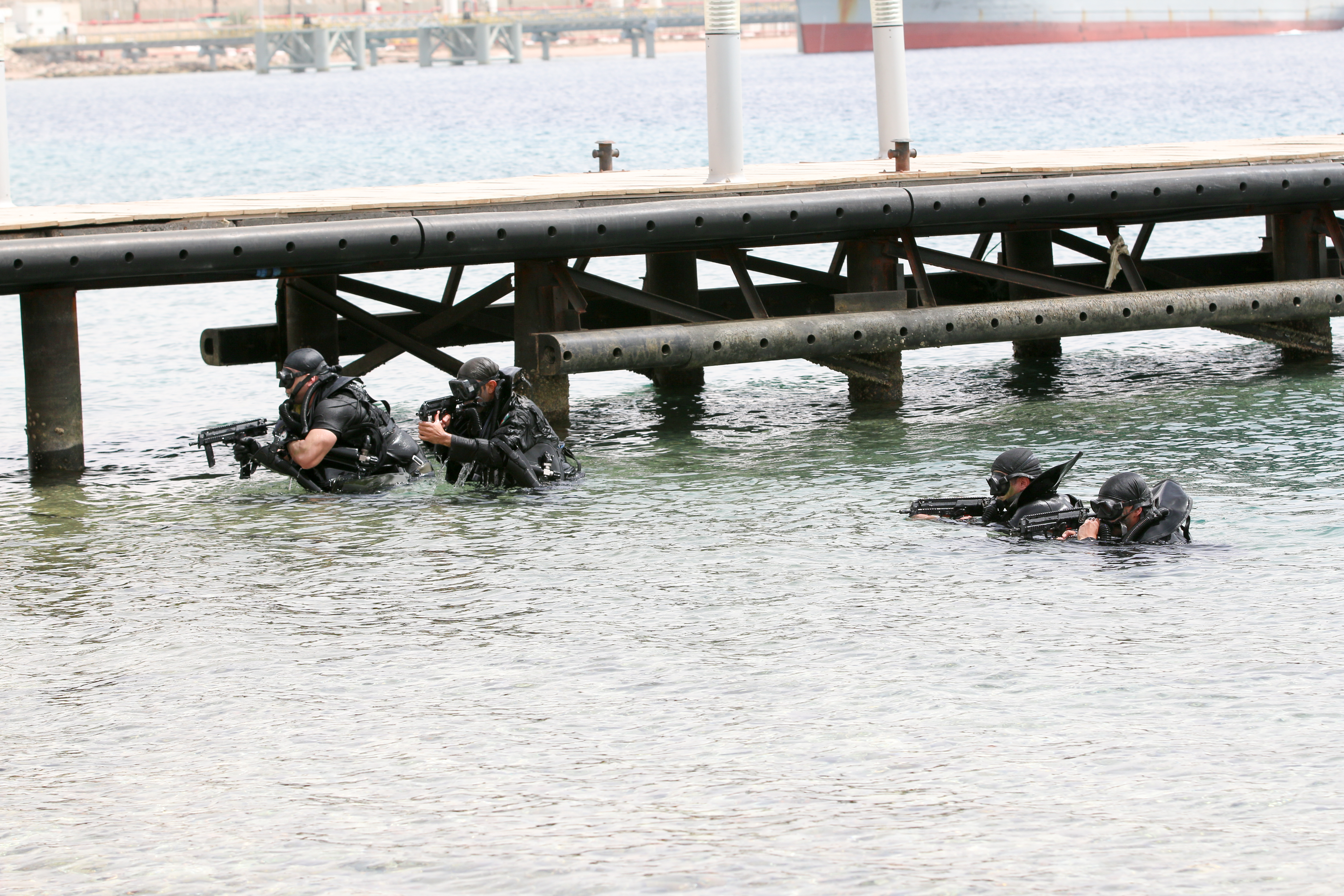
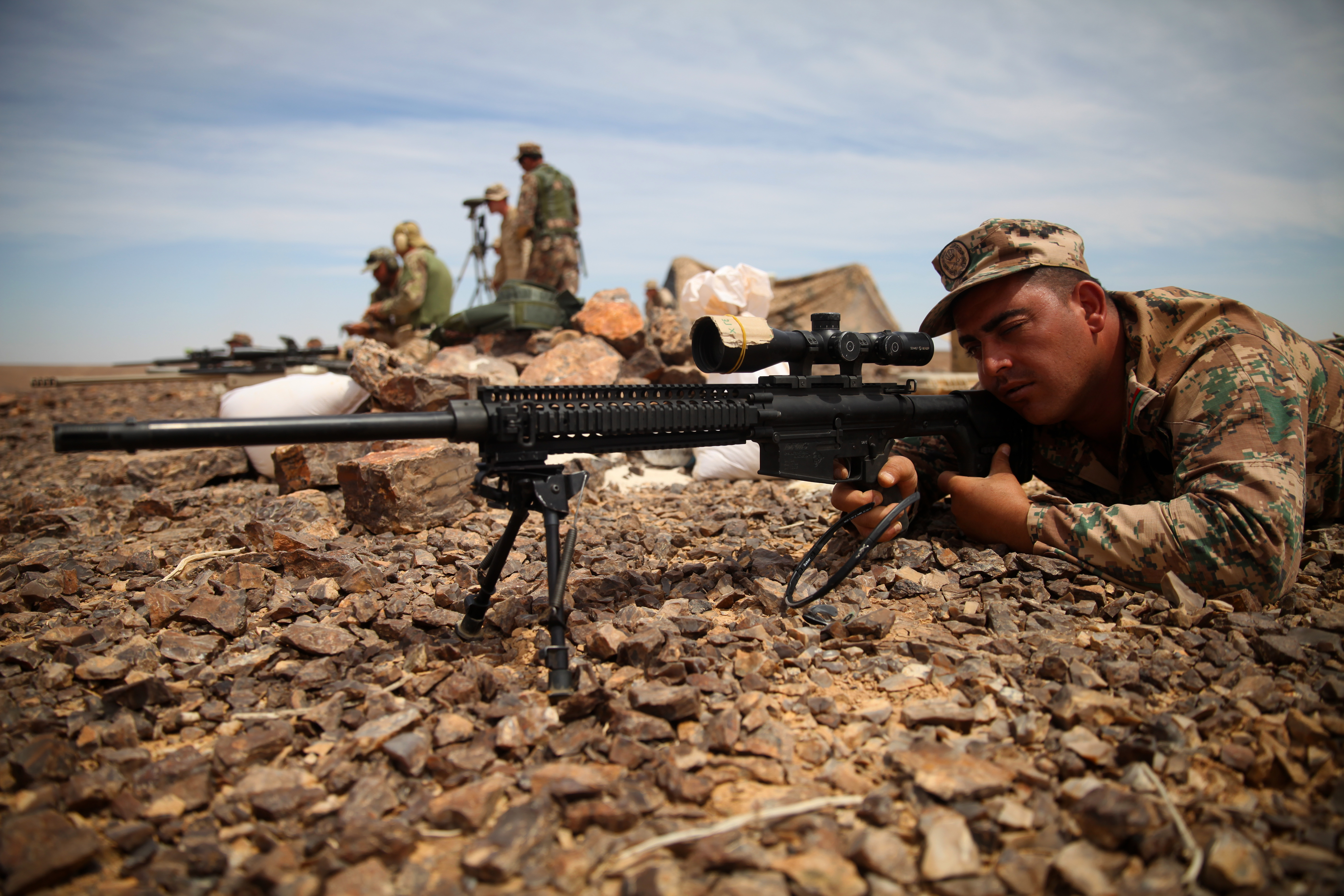

## وصلات خارجية
- موقع الجيش الأردني على الإنترنت